# San Luis Potosí (México)
San Luis Potosí es una ciudad mexicana, siendo esta la capital y ciudad más poblada del estado de San Luis Potosí y la cabecera del municipio homónimo. Se encuentra ubicada en el poniente del estado en la llamada Zona centro y es sede de los poderes ejecutivo, legislativo y judicial del estado. Tiene una altitud media de 1860 m s. n. m. Desde 2024, la mancha urbana colinda con los municipios de Soledad de Graciano Sánchez, Villa de Pozos y Mexquitic de Carmona.
La ciudad de San Luis Potosí cuenta según los datos del censo de 2020 publicado por el Instituto Nacional de Estadística y Geografía con una población de 845 941habitantes, que la coloca como la 18.ª ciudad más poblada de México mientras que su zona metropolitana se ubica como la 12.ª área metropolitana más poblada de México al contar con una población de 1 243 980 habitantes. El centro histórico de la ciudad es reconocido como Patrimonio de la Humanidad por parte de la Unesco. Su importante y acelerado desarrollo industrial ha favorecido de manera positiva en el crecimiento económico y demográfico de la zona.
A mediados de 2010, la ciudad fue nombrada por el The Financial Times, la tercera zona con mayor potencial económico de México y uno de los mejores lugares para invertir entre 700 ciudades del mundo, solo superada por Dubai Airport Free Zone, y por Shanghai Waigaoqiao Free Trade Zone. El nivel de vida de la ciudad se considera de los más altos, se le considera una ciudad media, ya que aporta el 68% del PIB estatal y tiene una baja tasa de desempleo, es considerada como una de las mejores ciudades para vivir en México, además de ser calificada como una de las mejores ciudades para hacer negocios.
En 2017, The Financial Times catalogó a San Luis Potosí como la séptima ciudad del futuro en América, compitiendo con Santiago de Querétaro, San Luis, Seattle, Cincinnati, San José, Orlando y Calgary.

## Generalidades

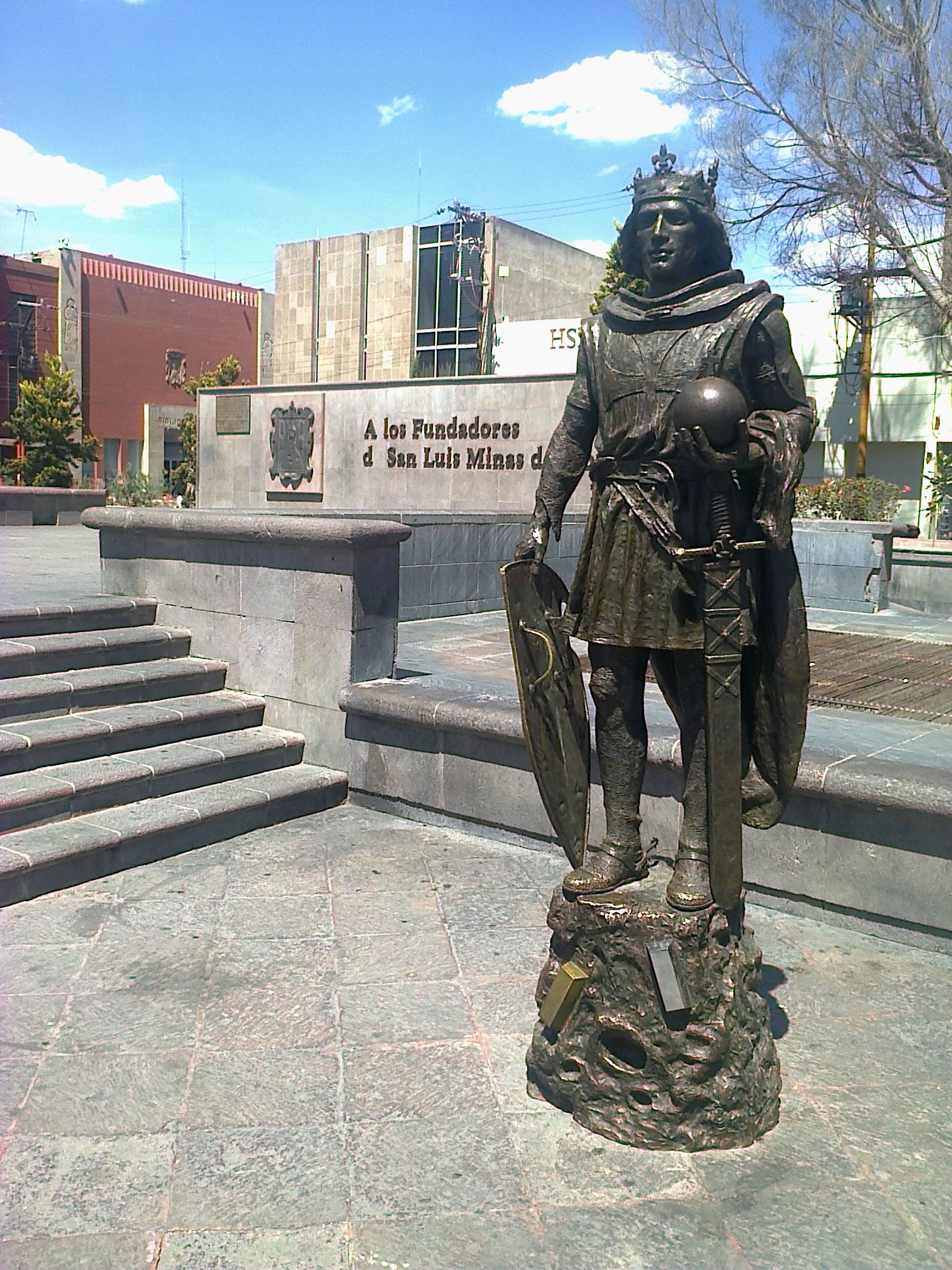
Estatua de San Luis Rey de Francia en la Plaza de Fundadores de San Luis Potosí

Su nombre tiene origen en la advocación a San Luis, Rey de Francia (Luis IX de Francia), su santo patrono, y en referencia a las ricas minas de la región boliviana de Potosí.
En el siglo XVI y durante la época del virreinato de Nueva España llegó a ser considerada uno de los más importantes centros en los rubros minero, agrícola, ganadero, comercial, cultural, religioso, administrativo y político.
Se destacó por su participación en la lucha por la independencia de México (en ambos bandos) y durante todo el siglo XIX y principios del siglo XX fue un activo centro político, militar, ideológico y religioso.
Se le considera la cuna de la llamada Revolución Mexicana, por haber sido redactado en este estado el Plan de San Luis (1910) que fue el llamamiento general al levantamiento armado, con este movimiento se acabaría el porfiriato.

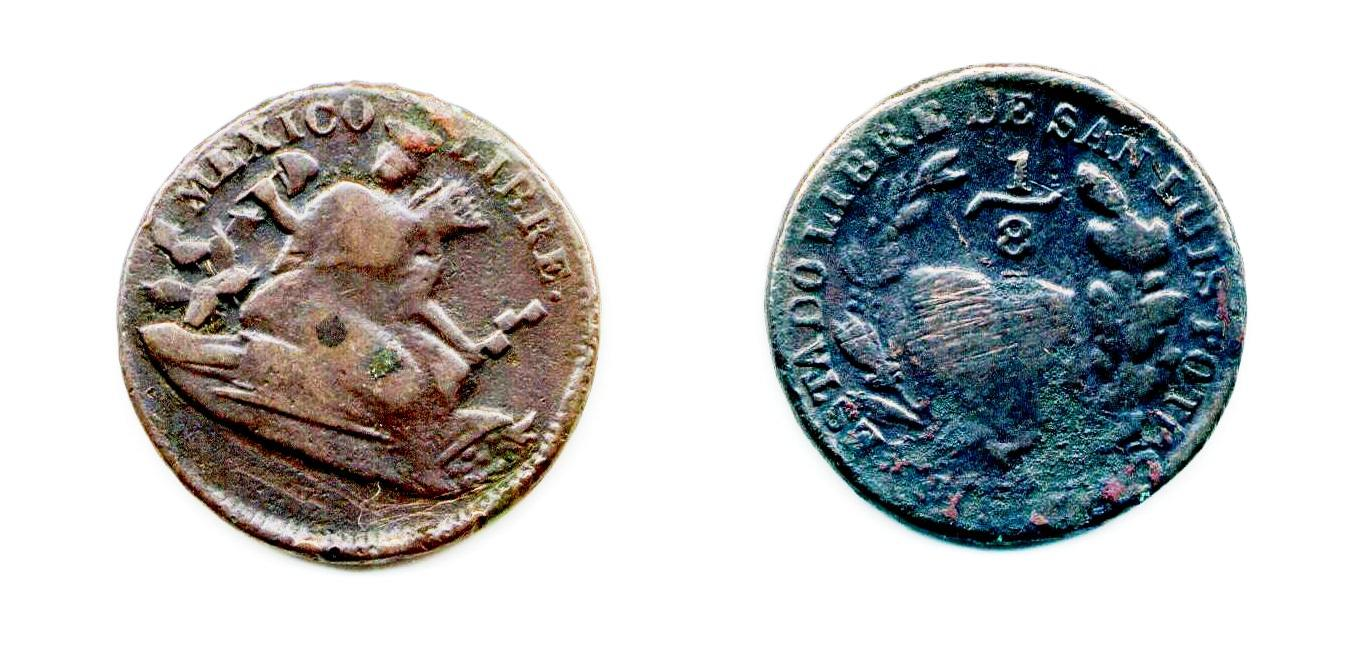
Moneda acuñada en San Luis Potosí con la alegoría de Luis IX de Francia.

En la actualidad (2016), es una importante ciudad industrial localizada en una rica región agrícola, ganadera y minera. Es también un estratégico centro comercial y educativo, gracias a su ubicación geográfica y a sus medios de comunicación y transporte. Durante más de un siglo, fue también un gran centro ferroviario. Su arquitectura barroca, neoclásica y ecléctica le permite ser candidata a ser catalogada como Patrimonio de la Humanidad por la Unesco.
Es residencia de los poderes ejecutivo, legislativo y judicial del estado, cuenta con un ayuntamiento y un cabildo electos por el voto universal directo y está dividida en cuatro distritos electorales.
Su espada (el cual también es el escudo de armas del estado homónimo) está compuesto por un campo cuartelado en azul y oro, en el cuartel de azul se encuentran dos lingotes de oro, y en el de oro, dos lingotes de plata, un cerro (que representa al Cerro de San Pedro) se coloca sobre ambos cuarteles, encontrándose en su cima la figura de San Luis, Rey de Francia.

## Clima
| Parámetros climáticos promedio de San Luis Potosí                  | Parámetros climáticos promedio de San Luis Potosí | Parámetros climáticos promedio de San Luis Potosí | Parámetros climáticos promedio de San Luis Potosí | Parámetros climáticos promedio de San Luis Potosí | Parámetros climáticos promedio de San Luis Potosí | Parámetros climáticos promedio de San Luis Potosí | Parámetros climáticos promedio de San Luis Potosí | Parámetros climáticos promedio de San Luis Potosí | Parámetros climáticos promedio de San Luis Potosí | Parámetros climáticos promedio de San Luis Potosí | Parámetros climáticos promedio de San Luis Potosí | Parámetros climáticos promedio de San Luis Potosí | Parámetros climáticos promedio de San Luis Potosí |
| Mes                                                                | Ene.                                              | Feb.                                              | Mar.                                              | Abr.                                              | May.                                              | Jun.                                              | Jul.                                              | Ago.                                              | Sep.                                              | Oct.                                              | Nov.                                              | Dic.                                              | Anual                                             |
| ------------------------------------------------------------------ | ------------------------------------------------- | ------------------------------------------------- | ------------------------------------------------- | ------------------------------------------------- | ------------------------------------------------- | ------------------------------------------------- | ------------------------------------------------- | ------------------------------------------------- | ------------------------------------------------- | ------------------------------------------------- | ------------------------------------------------- | ------------------------------------------------- | ------------------------------------------------- |
| Temp. máx. abs. (°C)                                               | 35.0                                              | 35.0                                              | 34.0                                              | 35.0                                              | 37.0                                              | 37.0                                              | 34.5                                              | 32.5                                              | 32.5                                              | 31.0                                              | 31.0                                              | 29.5                                              | 37.0                                              |
| Temp. máx. media (°C)                                              | 20.6                                              | 22.5                                              | 25.4                                              | 27.7                                              | 28.4                                              | 26.7                                              | 24.8                                              | 25.0                                              | 23.8                                              | 23.2                                              | 22.4                                              | 20.7                                              | 24.3                                              |
| Temp. media (°C)                                                   | 13.0                                              | 14.7                                              | 17.4                                              | 19.8                                              | 21.0                                              | 20.4                                              | 19.1                                              | 19.2                                              | 18.3                                              | 17.0                                              | 15.3                                              | 13.6                                              | 17.4                                              |
| Temp. mín. media (°C)                                              | 5.5                                               | 6.8                                               | 9.3                                               | 11.9                                              | 13.7                                              | 14.1                                              | 13.4                                              | 13.4                                              | 12.9                                              | 10.8                                              | 8.2                                               | 6.4                                               | 10.5                                              |
| Temp. mín. abs. (°C)                                               | -7.0                                              | -6.5                                              | -3.0                                              | -1.0                                              | 1.0                                               | 6.0                                               | 1.5                                               | 7.0                                               | 0                                                 | -1.0                                              | -4.0                                              | -12.0                                             | -12.0                                             |
| Precipitación total (mm)                                           | 13.6                                              | 7.9                                               | 6.4                                               | 19.6                                              | 38.2                                              | 64.3                                              | 66.6                                              | 58.6                                              | 65.2                                              | 30.7                                              | 11.2                                              | 9.8                                               | 392.1                                             |
| Días de precipitaciones (≥ 0.1 mm)                                 | 2.2                                               | 1.6                                               | 1.5                                               | 2.9                                               | 5.6                                               | 7.4                                               | 7.9                                               | 7.0                                               | 8.4                                               | 5.0                                               | 1.8                                               | 1.9                                               | 53.2                                              |
| Horas de sol                                                       | 222                                               | 232                                               | 270                                               | 255                                               | 281                                               | 263                                               | 293                                               | 249                                               | 201                                               | 224                                               | 231                                               | 211                                               | 2932                                              |
| Humedad relativa (%)                                               | 56                                                | 52                                                | 47                                                | 48                                                | 55                                                | 62                                                | 68                                                | 66                                                | 68                                                | 66                                                | 61                                                | 60                                                | 59                                                |
| Fuente n.º 1: Servicio Meteorológico National (humidity 1981–2000) |                                                   |                                                   |                                                   |                                                   |                                                   |                                                   |                                                   |                                                   |                                                   |                                                   |                                                   |                                                   |                                                   |
| Fuente n.º 2: Deutscher Wetterdienst (sun, 1961–1990)              |                                                   |                                                   |                                                   |                                                   |                                                   |                                                   |                                                   |                                                   |                                                   |                                                   |                                                   |                                                   |                                                   |

Se considera que el clima de la ciudad es seco-semidesértico, similar al de Medio Oriente. Sin embargo, como consecuencia del cambio climático se han presentado lluvias (normalmente se presentan precipitaciones de 245 mm.) con más intensidad y por tiempo prolongado, lo doble y en ocasiones incluso el triple de lo que llueve en un año. Según pronósticos, la zona donde se encuentra la ciudad cambió su clima y vegetación, ya que con el cambio climático tiende a llover cada vez más. Estos cambios se presentaron a partir del 2010; los inviernos, que antes no se presentaban, son más fríos.
Las estaciones del año en la ciudad suelen estar muy marcadas, la primavera , es la estación más seca y más caliente del año siendo esta breve, con una duración máxima de 2 meses y medio, el verano es húmedo y bochornoso con temperaturas diurnas que llegan hasta los 30 °C o en ocasiones los superan, las noches son templadas. Al llegar el otoño descienden nuevamente las temperaturas con tardes y mañanas bastante frescas. El invierno es de templado a frío siendo común que las temperaturas desciendan a 0 °C o por debajo durante las noches, siendo -12 °C la temperatura mínima récord registrada en el área metropolitana. Las últimas nevadas se registraron en enero de 1967, el 13 de diciembre de 1997, una ligera nevada en diciembre de 2011, una nevada en las zonas altas de la ciudad en marzo de 2016. El día 8 de diciembre de 2017, hubo otra ligera nevada y la temperatura descendió entre los -6 °C en las zona centro y -9 °C en las zonas más elevadas de la ciudad.  

## Historia

### Origen de la ciudad

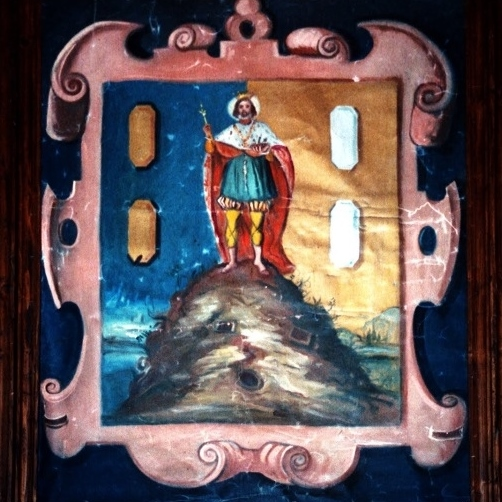
Escudo de la Ciudad de San Luis Potosí

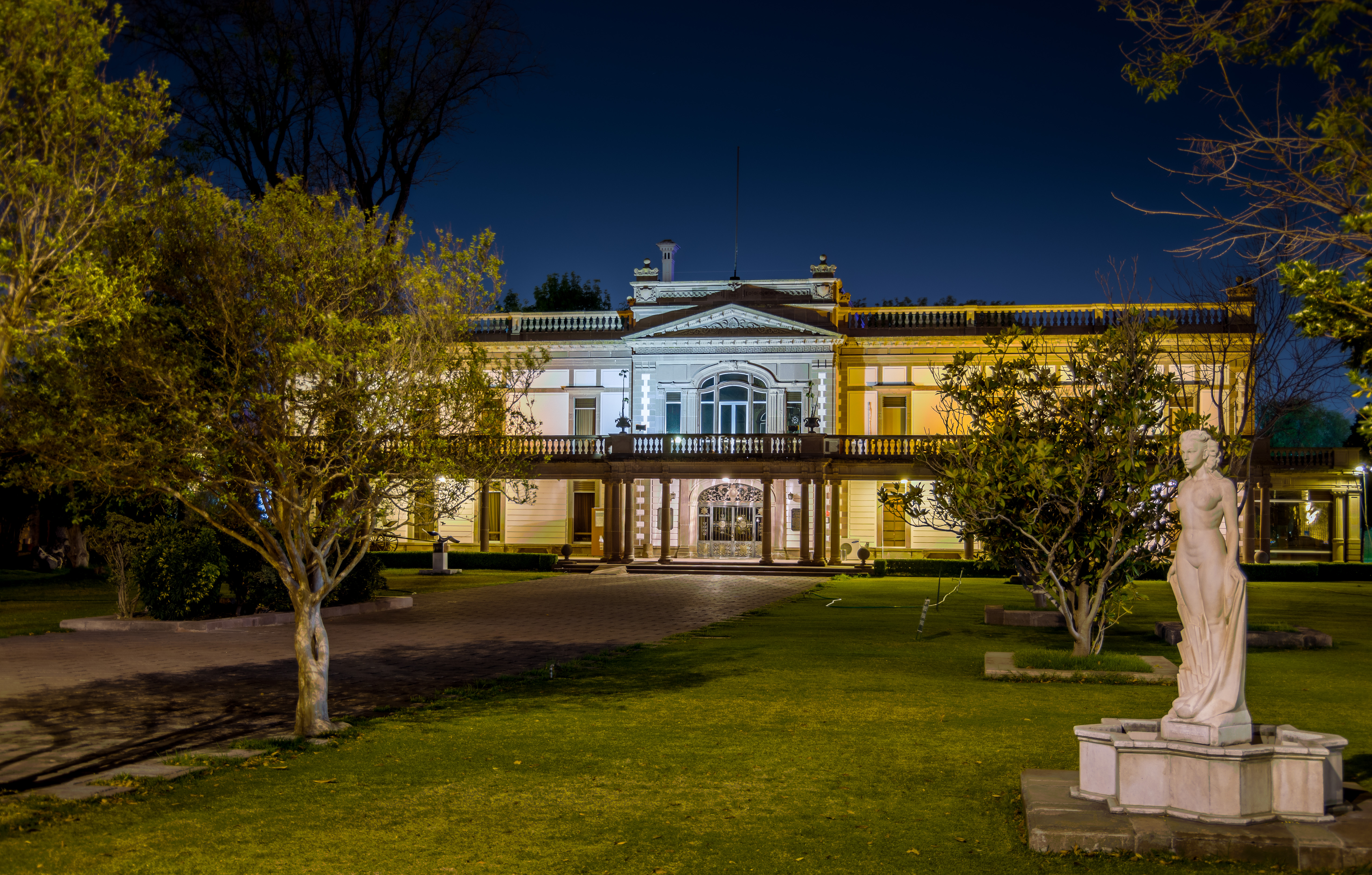
El Museo Francisco Cossío, en avenida Carranza

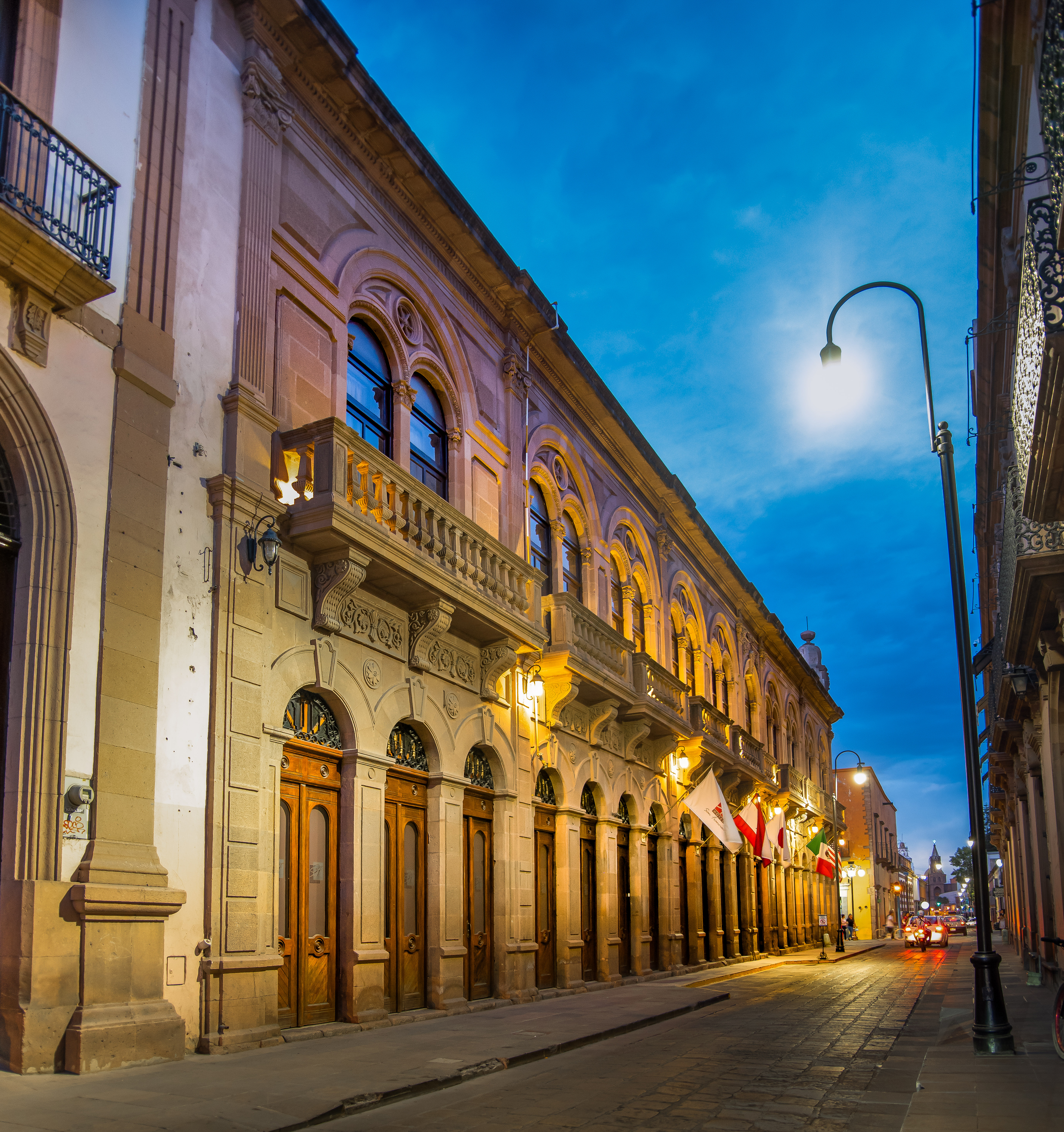
Calle Universidad

Los primeros asentamientos españoles (previos a la fundación) se debieron al descubrimiento de ricos yacimientos de oro y plata en el Cerro de San Pedro, lugar donde no había agua para el beneficio del mineral.

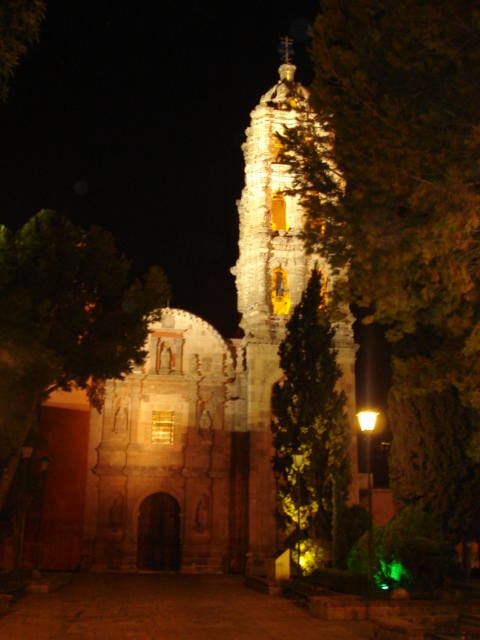
Iglesia de San Agustín.

También existen fuentes documentales que señalan que misioneros franciscanos –pocos años antes– habían asentado "...naturales avenidos a la paz..." (tlaxcaltecas) en las inmediaciones tanto del lugar que hoy ocupa la Plaza de los Fundadores, así como en "el puesto de Tequisquiapan". Pero sí se sabe que en el valle donde después se fundó la ciudad, se realizaban correrías de caza y recolección, sobre todo debido a la, en ese entonces, abundante presencia de cuerpos de agua.
El nombre provino de la fama y leyenda de las minas de Potosí, en Bolivia («Vale un Potosí», se dice, lo que significaba que algo vale mucho), y en advocación al santo patrono del Virrey de entonces Don Luis II de Velasco, y de uno de los descubridores de dichas minas, Don Luis de Leija.
El historiador español Gonzalo de las Casas sostiene que "...se tenía noticia de que en las fronteras del norte del entonces imperio de los mexicanos... ...existían innumerables pueblos salvajes... (sic) ...en las cercanías de un lugar denominado como "La Tangamanga".
Dicho territorio estuvo ocupado desde mucho antes de la conquista española por varios pueblos, a los que los mexicas denominaban "Quachíchitl" (castellanizado como "huachichiles"). Estos pueblos, de organización nómada, se opusieron feroz y tenazmente durante varias décadas al avance y asentamiento de los españoles. Rechazando la evangelización, llevaron a cabo en la segunda mitad del siglo XVI una guerra de guerrillas contra los españoles (1540-1603), atacaban a los viajeros y a los misioneros franciscanos e interrumpían a menudo la circulación en la Ruta de la Plata, que llevaba este metal precioso de Zacatecas a la Ciudad de México.
Los conquistadores, por su parte, establecieron fuertes permanentes en la frontera noreste, como centros de colonización y defensa, e intentaron reducir a la esclavitud –inicialmente– a los chichimecas. No sería sino hasta la última década del siglo XVI cuando la decisión de asentar en dichos lugares a más de 400 familias tlaxcaltecas (y posteriormente purépechas), en régimen de encomienda, comenzaría a consolidar el avance de los españoles.
Esto representó un cambio respecto del extremismo sostenido por el ayuntamiento mexicano en el Tercer Concilio Provincial (el cual había solicitado permiso para exterminar a los chichimecas). La táctica del Virrey Don Luis II de Velasco consistía en confiar en la sumisión por medio del ejemplo. Los tlaxcaltecas y las otras etnias asentadas cumplieron el papel de madrineros o "indios de paz", es decir, como modelos de obediencia a la Corona, a la Iglesia y al modo de vida agrícola; su hostilidad hacia los pueblos del desierto ayudó a que aceptaran este rol, además de las ventajosas condiciones que negociaron y consiguieron del Virrey, "...dados los peligros a que se exponían...".
Finalmente, bajo el mando del capitán Miguel Caldera y organizados en las reducciones dirigidas por los misioneros encabezados por fray Diego de la Magdalena, se establecieron los primeros caseríos, aunque la paz completa de los huachichiles no llegaría sino hasta apenas iniciado el siglo XVII.
La primera fundación se realizó por tlaxcaltecas en la actual Plaza de Fundadores, donde había un ojo de agua (de hecho, la escasez de este elemento obligó a buscar asentamientos donde hubiera suficiente agua o al menos se lograra extraer de algunos pozos y así continuar con la extracción de los metales preciosos y el trabajo cotidiano), el 25 de agosto, Día de San Luis IX, y días después se realiza la fundación oficial el 3 de noviembre, por los españoles, en el mismo lugar. A partir de ahí se adjudicaron 16 solares, y trasladaron a los tlaxcaltecas hacia el Este.
Estos asentamientos se organizaron en una villa española y siete barrios indígenas, los cuales fueron, a saber: Tlaxcalilla (donde se establecieron los tlaxcaltecas); Santiago (en el cual se fueron asentando los huachichiles), San Cristóbal del Montecillo (tlaxcaltecas), San Sebastián (asignado a las familias purépechas), San Miguelito (para las familias tlaxcaltecas y purépechas), San Juan de Guadalupe (tlaxcaltecas) y Tequisquiapan (tlaxcaltecas), y la villa española denominada en ese momento como San Luis de Mesquitique y después como San Luis Real de Minas del Potosí.
Estos asentamientos sirvieron de fundó para que el 3 de noviembre de 1592 se constituyera oficialmente la ciudad (aunque el título propiamente de Ciudad se le otorgó hasta 1650). Fue su primer Alcalde y Justicia Mayor don Juan de Oñate, quien además trazó el plano de la ciudad.
Dato poco conocido es la existencia de uno de los diseñadores originales de la ciudad, Don Fernando Rodríguez, quien diseñó canales subterráneos para esconder bóvedas de las extracciones de oro y plata.

### San Luis Potosí durante el Virreinato
San Luis Potosí floreció como una simple ciudad minera más de la Nueva España.
Designado Juan de Oñate por el Virrey Luis de Velasco y Castilla, se nombró a Juan del Riego y Noé Barrón segundo Alcalde Mayor el 14 de octubre de 1593. Así se formó el pueblo de San Luis Minas del Potosí, con su parroquia, cuyo primer cura fue Andrés Nieto, y con su convento de franciscanos. Estos atendían a los indígenas y aquel a los españoles. Las Casas Reales se empezaron a construir por orden del Virrey Conde de Monterrey, dada el 14 de mayo de 1606, aunque nunca se concluyeran del todo; allí se instaló la cárcel. En 1609 se estableció la primera alhóndiga a un costado de lo que luego sería el Palacio de Gobierno.

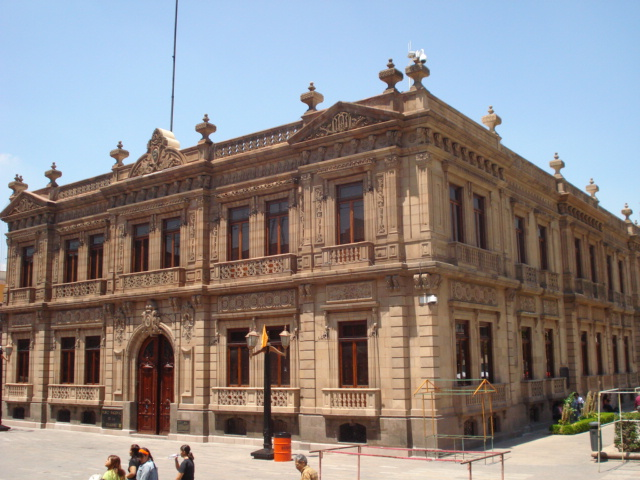
Museo Nacional de la Máscara, visto desde el Teatro de la Paz.

A la zaga de los franciscanos, en 1599 llegaron los agustinos. Ese año, Fray Pedro de Castroverde levantó la hospedería y la primera capilla. El 19 de septiembre de 1603, con la oposición de los franciscanos, el Virrey, con base en una cédula de Felipe III, les concedió licencia para instalar un convento. Este y el templo los levantó el Cronista Fray Diego Basalenque, quien también fue el primero en fundar estudios de gramática para niños españoles. Para 1623 estaban ya concluidos el convento, de un solo piso, y las capillas laterales del templo. La esbelta torre barroca data de mediados del siglo XVIII. El 15 de abril de 1611, el Virrey don Luis II de Velasco, de acuerdo con una real cédula confirmada en mayo del mismo año por el Obispo de Michoacán, dio la licencia para la fundación del Hospital de San Juan Bautista. Fray Alonso Pérez, de los hermanos de San Juan de Dios, había hecho las gestiones, y Juan de Zavala proporcionó los medios. En seguida se levantó el templo de San Juan de Dios y el hospital anexo.
El acontecimiento político de mayor importancia y trascendencia durante el siglo XVIII, en la Nueva España, fue sin duda su división política y administrativa en doce intendencias, que se formaron en el año de 1786. Al territorio de la antigua Alcaldía Mayor de San Luis Potosí se le agregaron al Nuevo Reino de León, la colonia de Nueva Santander y las provincias de Coahuila y Tejas; fue entonces cuando resultó la Intendencia de San Luis con una extensión enorme (la más grande de la Nueva España; su jurisdicción llegaba hasta Tejas).
En esta ciudad vivían los Condes de Guadalupe del Peñasco. Su palacio se encuentra en donde luego se construiría el Edificio Monumental; sus restos están enterrados en el Templo de San Francisco.
Al estallar el movimiento del cura Miguel Hidalgo y Costilla, San Luis sufrió los efectos de esta rebelión gestándose un levantamiento insurgente planeado por el lego Luis Herrera, fray Juan Villerías y Francisco Lanzagorta. La insurgencia volvió a tomar auge en San Luis cuando llegó el caudillo navarro Francisco Xavier Mina, quien venció al ejército español en combates sostenidos en la región.
El 24 de junio de 1821, el teniente coronel Manuel Tovar intimó al intendente y al ayuntamiento de la ciudad la rendición de la plaza de San Luis al ejército de las Tres Garantías de Agustín de Iturbide, y fue así como se proclamó la independencia en San Luis Potosí.

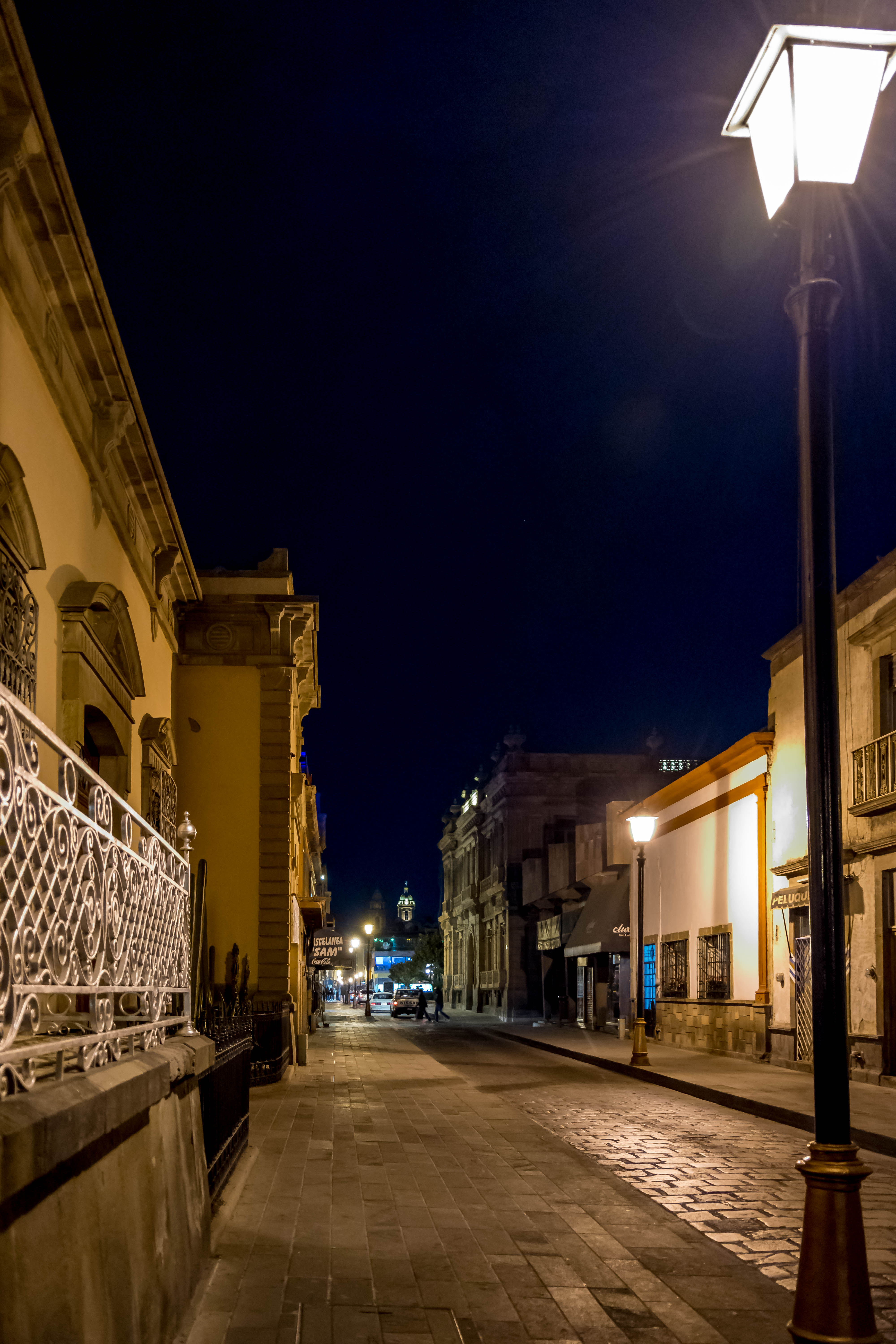
Centro histórico de San Luis

### En el México independiente
La Constitución de 1824 elevó a San Luis Potosí a la categoría de Estado Libre y Soberano y el 17 de octubre de 1826 se dictó la primera Constitución Política del Estado. El 26 de abril de 1830 se dictó la Ley sobre Arreglo de Municipios del Estado y su artículo primero demarcó la jurisdicción del municipio de esta ciudad-capital.

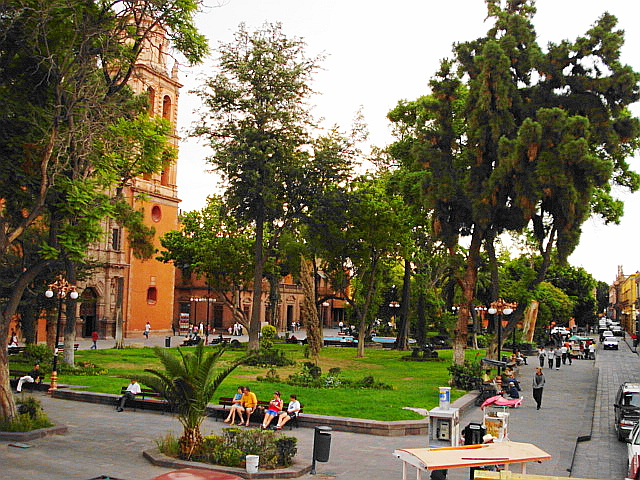
Jardín de San Francisco.

Uno de los primeros acuerdos del ayuntamiento de San Luis fue el mejoramiento del empedrado de las calles, asimismo el establecimiento del alumbrado, del cual carecía la ciudad. El empedrado se inició el 4 de junio de 1825 y el día 10 se colocaron los cuatro faroles en la pared del palacio de gobierno. Ese mismo año se estableció el servicio de los primeros serenos o guardias nocturnos. También se estableció la primera imprenta en la ciudad, siendo la de Francisco J. Estrada que le había comprado una prensa y tipos a Alejo Infante de Armadillo.
La Legislatura del Estado expidió decreto creando la Casa de Moneda, que comenzó a acuñar hasta 1828.
El primer periódico editado en esta ciudad fue El Mexicano Libre Potosinense, cuyo primer número apareció el 24 de febrero de 1828 y el último el 21 de diciembre del mismo año, y del cual se publicarían un total de 85 números.
En 1828 acordó el ayuntamiento que se procediera a la numeración de las casas y a la nomenclatura de las calles. En el mismo año abrió sus puertas la primera librería que hubo en la ciudad, la de José María Aguado.
Durante la invasión de Estados Unidos, en octubre de 1846, Antonio López de Santa Anna al mando del ejército mexicano pasó por San Luis Potosí rumbo al norte al encuentro de los invasores y el estado potosino puso a disposición del jefe del ejército todos sus recursos.
El gobierno del estado encabezado por don Julián de los Reyes funda en 1849 la Escuela Normal para Profesores, siendo su primer Director el Profesor Pedro Vallejo.
En el año de 1857 se establecieron en San Luis Potosí los primeros fotógrafos profesionales que hubo en la ciudad, entre ellos destacan Carlos Raud y O.O. Curtis.
La litografía se inició en San Luis Potosí en julio de 1860, estableciéndose en la ciudad el primer taller de esta especialidad por los jóvenes Campillo y Ponce de León.[cita requerida]

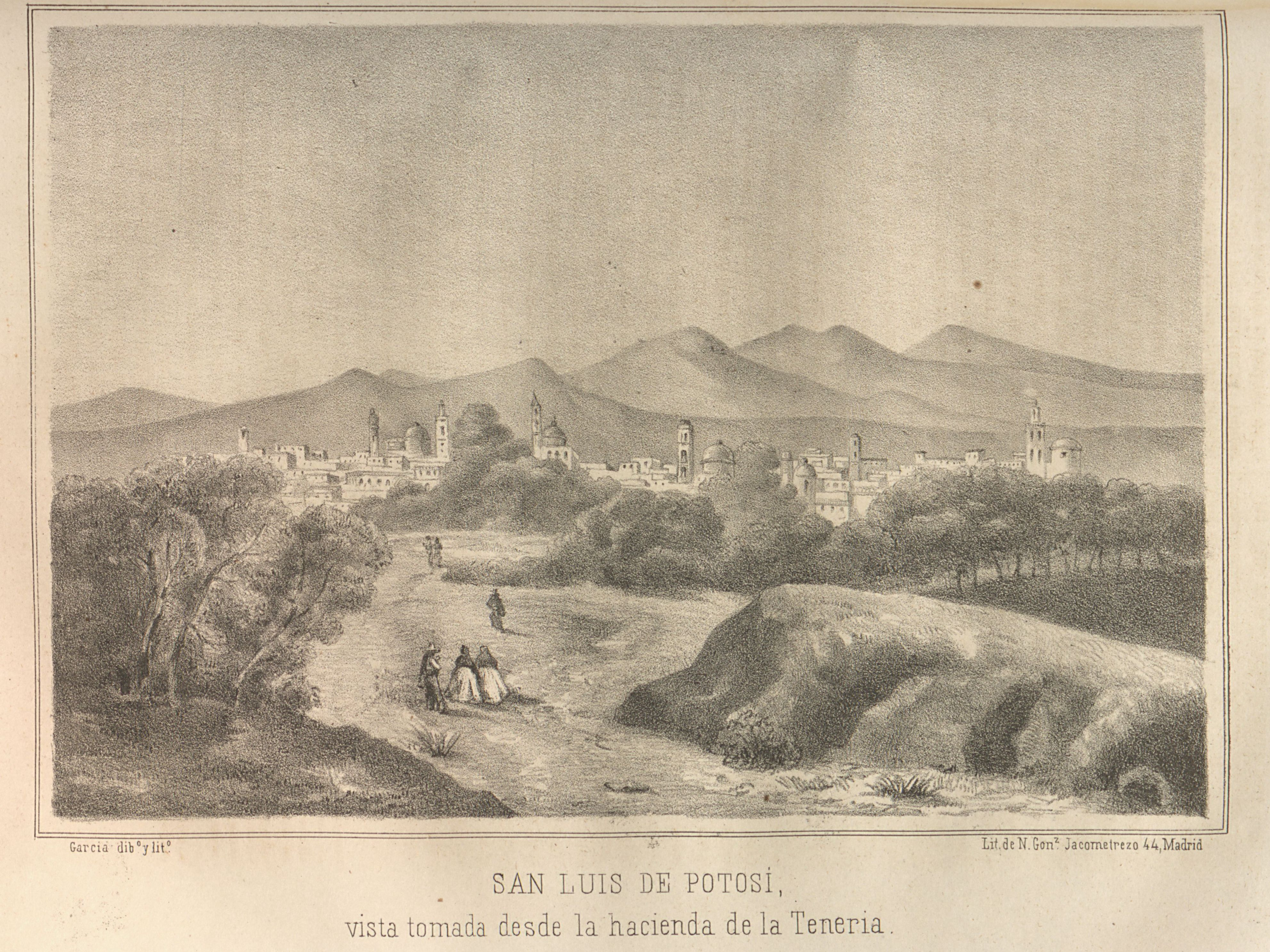
Vista de San Luis Potosí en una litografía de mediados del

En 1862 ocurrió la Intervención Francesa y después de la caída de Puebla, el 7 de mayo de 1863, el presidente Benito Juárez, dispuso que los Poderes de la Unión se trasladaran a esta Ciudad, quedando convertida en capital de la República. La primera tropa francesa que pisó San Luis Potosí fue la brigada del general Armando Alejandro de Castaguy al mando de más de mil hombres, el 13 de enero de 1864.
El 1 de enero de 1866 se inauguró la línea telegráfica de San Luis Potosí a la Ciudad de México.
En enero de 1867 entró a la ciudad el ejército republicano al mando del general Mariano Escobedo y el presidente Juárez regresó aquí el 21 de febrero del mismo año, siendo San Luis Potosí por segunda ocasión, capital de la República.
La Legislatura del Estado dictó su decreto n.º 18, promulgado el 18 de diciembre de 1867, por medio del cual se ordenó la extinción de las antiguas villas suburbanas de la capital y su anexión al municipio de la Capital.

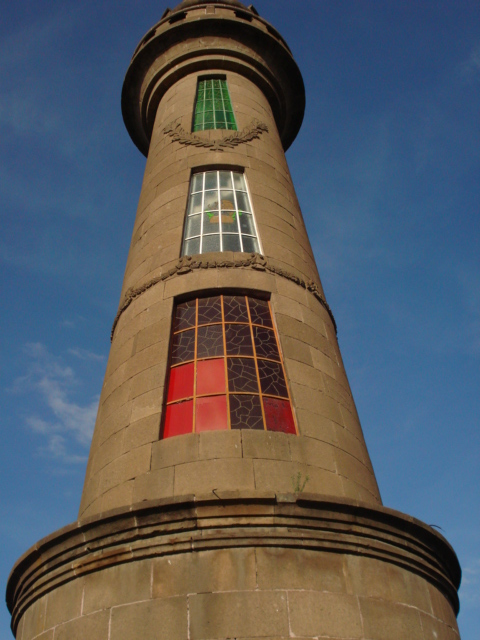
Monumento de la Bandera en la avenida Venustiano Carranza.

Por estos tiempos (la reforma) se derrumba el Templo de la Merced, situado al sur de la Catedral, (culminaba o más bien tapaba la ahora calle de Zaragoza), por órdenes del gobernador Jesús González Ortega (posterior Gobernador de Zacatecas), por la "razón" de que "era un monumento al atraso".

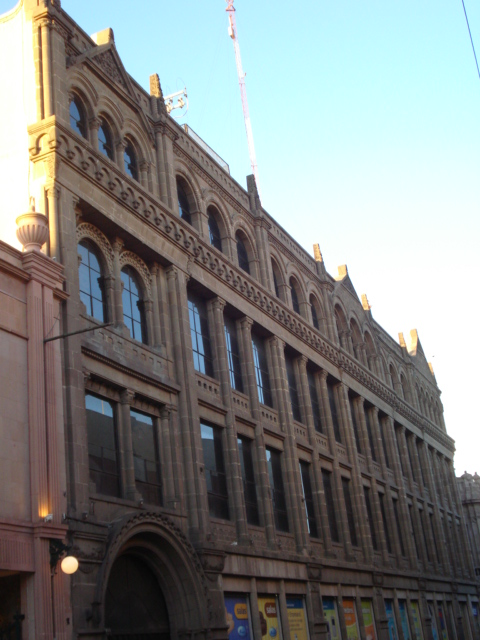
Palacio de Cristal de Estilo Ecléctico, ubicado donde estuvo el colegio de niñas de San Nicolás hacia el año 1730. El actual palacio se terminó en 1909. Diseñado para oficinas y despachos, en él estuvo el primer ascensor eléctrico de San Luis Potosí. Combina elementos de estilo romántico y clásico. Nombrado así por un edificio que se encontraba en Hyde Park, Londres, inaugurado en 1851..

En 1876 el general Porfirio Díaz proclamó el Plan de Tuxtepec, y uno de sus más entusiastas seguidores fue el general Carlos Díez Gutiérrez. Al triunfo del Plan, el 24 de diciembre del mismo año, Díaz Gutiérrez entró a San Luis Potosí con la investidura de Gobernador y Comandante militar.
En octubre de 1888 fue inaugurada la vía férrea entre la Ciudad de México y Laredo, pasando por San Luis Potosí y abriendo el tráfico de pasajeros y carga al norte y al sur. En junio de 1889, se inauguró el ferrocarril de San Luis a Aguascalientes y en abril de 1890, salió de San Luis el primer tren de esta Ciudad al puerto de Tampico.
En 1883 se inauguró el servicio telefónico público entre San Luis Potosí y Zacatecas y en 1891 se extendió a otros municipios del Estado.
En enero de 1885 comenzó a publicarse el periódico “El Estandarte” cuyo fundador y diseñador lo fue el Lic. Primo Feliciano Velásquez.
En 1890, el servicio de alumbrado eléctrico en la ciudad quedó inaugurado el 1 de enero.
En 1893, dejó de funcionar en la ciudad la Casa de Moneda. Era un establecimiento del Estado y acuñaba las monedas que se producían en los municipios de: Real de Catorce, Cerro de San Pedro, Charcas, entre otros.
En la lucha por la independencia de México la ciudad ocupó un papel importante al ser un centro de lucha insurgente.[cita requerida]

### Historia reciente

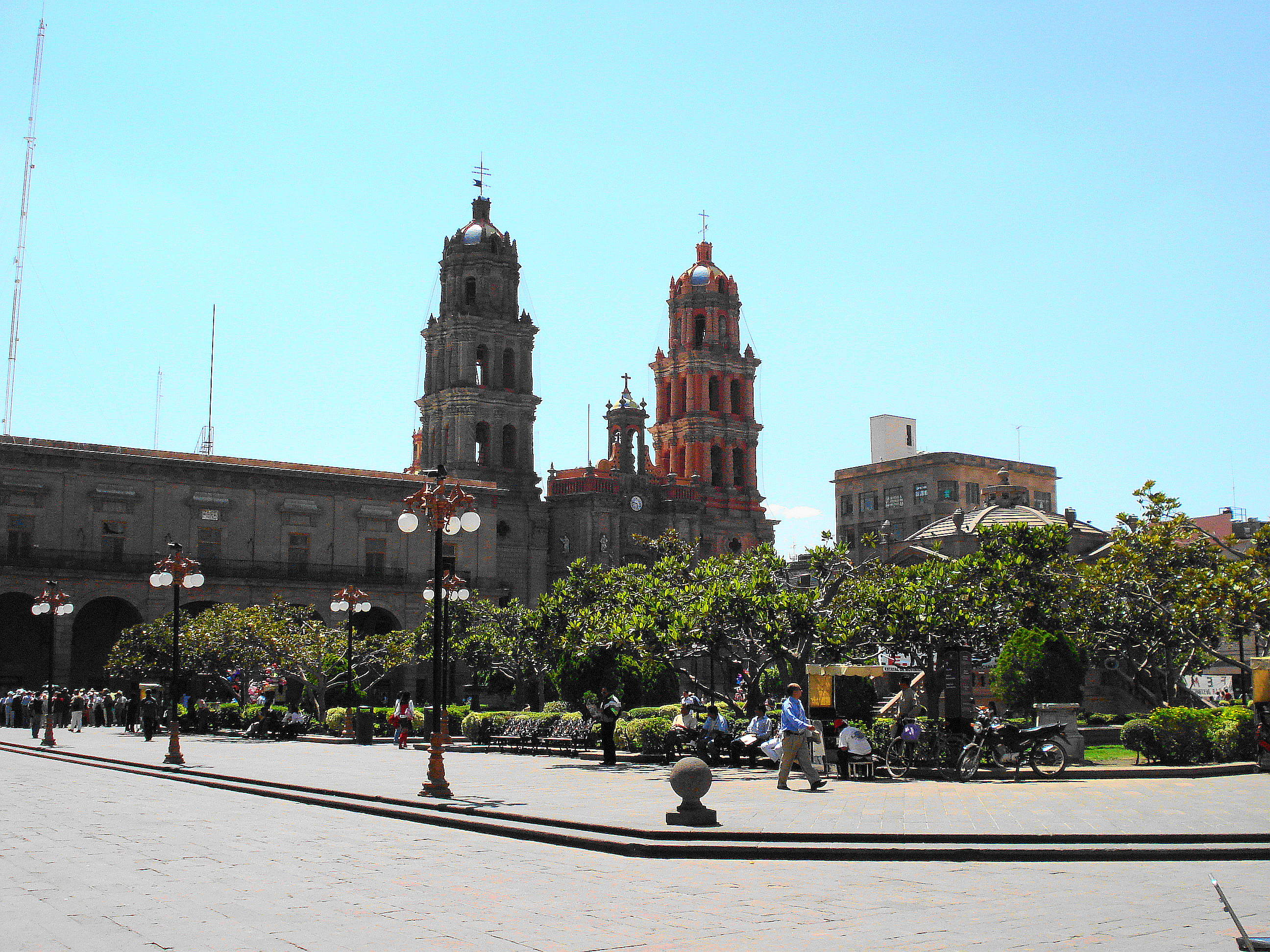
Plaza de Armas, al fondo, la Catedral.

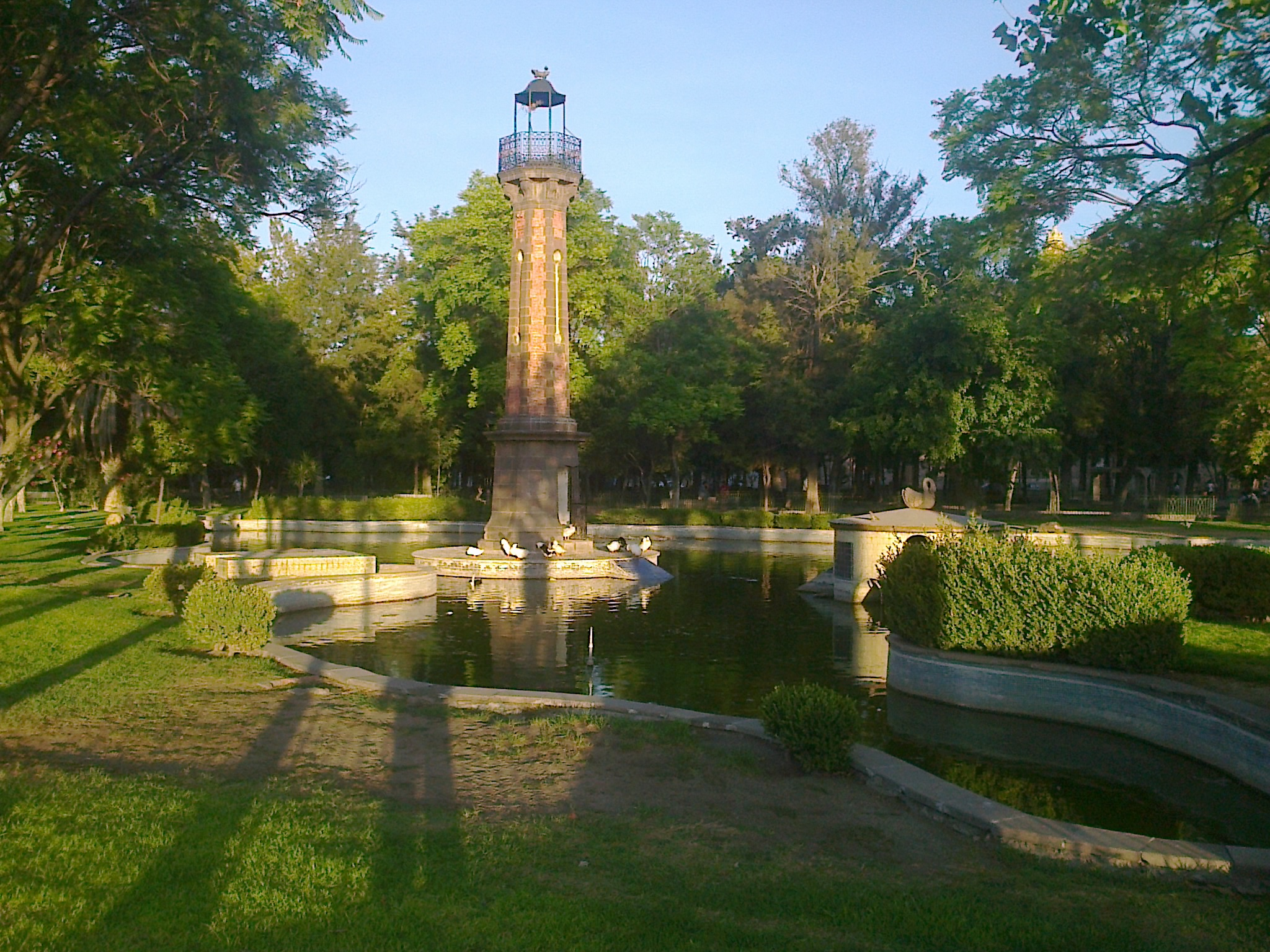
Faro del Lago de la Alameda.

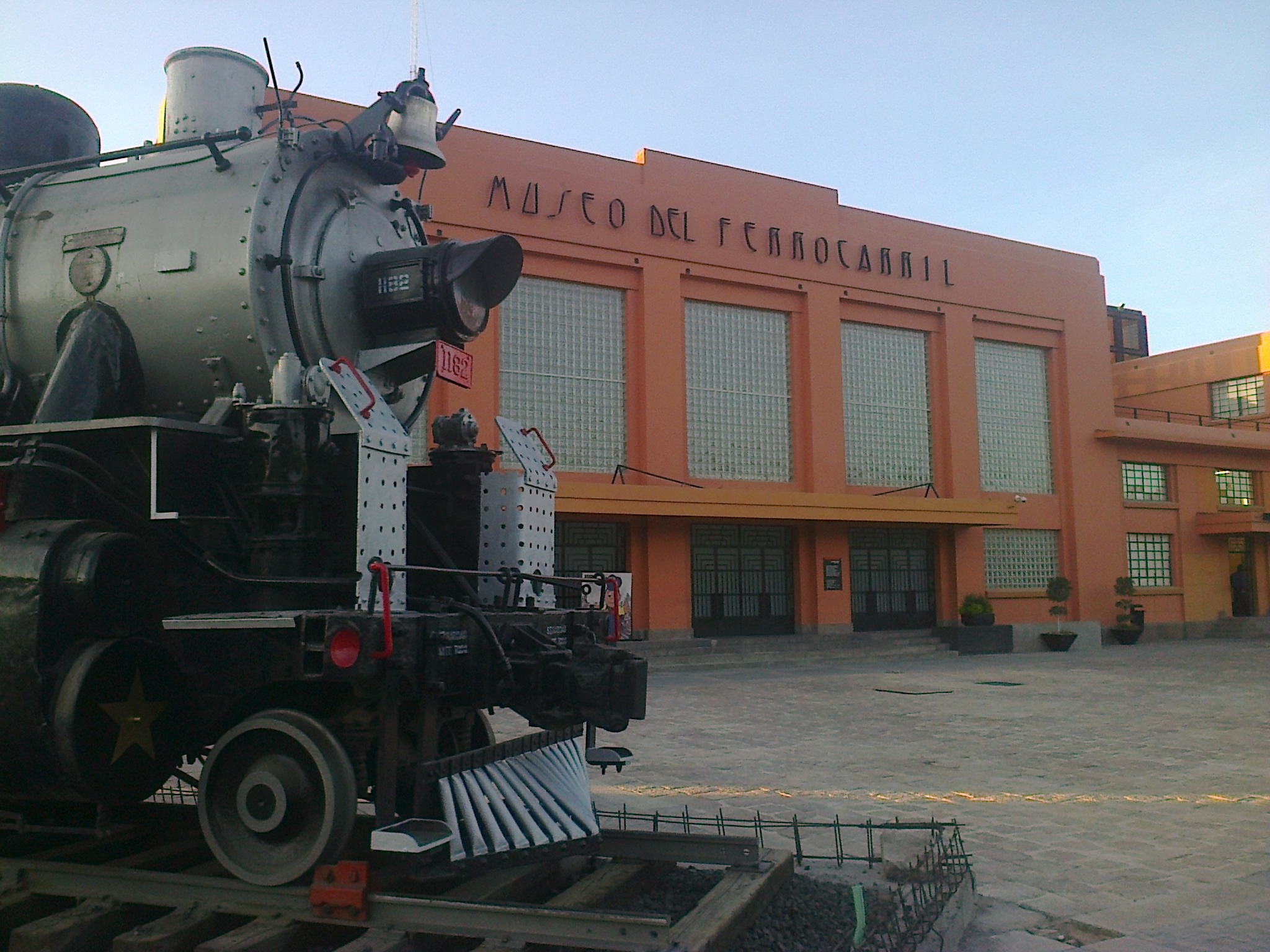
Museo del Ferrocarril, en primer plano "La maquinita".

Por otro lado, las obras de construcción de la presa de San José se iniciaron en septiembre de 1863. Concluidas en el año de 1907, fueron dirigidas por el ingeniero José María Silíceo.
En 1889 fue inaugurado el Cementerio del Saucito que cuenta con una extensión de 62 has. en las que existe un importante acervo escultórico y funerario.
Desde 1901 afloró en San Luis Potosí una abierta oposición al gobierno de Porfirio Díaz, la que se manifestó en los congresos liberales mexicanos, celebrados en ese mismo año y en el siguiente, tuvieron como participantes a Camilo Arriaga, Ricardo Flores Magón, Antonio Díaz Soto y Gama, Librado Rivera y otros.
Al sobrevenir la Revolución Mexicana, el 21 de julio de 1914, los carrancistas ocuparon la ciudad sin tener resistencia y nombraron al general Eulalio Gutiérrez Ortiz Gobernador y Comandante militar.
Sin embargo el primer revolucionario que ocupó la Plaza de San Luis Potosí fue Cándido Navarro. Esto ocurrió el 26 de mayo de 1911, al frente de más de quinientas tropas de caballería e infantería. Cándido Navarro y su gente armada, salieron de la ciudad el 3 de junio del mismo año.
En febrero de 1915 Francisco Villa ordenó al general Tomás Urbina y al coronel Emiliano Sarabia tomar la plaza de San Luis Potosí; lo que llevaron a cabo en forma pacífica, designando al propio coronel Sarabia como Gobernador del Estado.
A la derrota de las fuerzas villistas en la batalla de El Ébano, el general de Venustiano Carranza, Gabriel Gavira Castro tomó posesión de la ciudad de San Luis Potosí, el 18 de julio de 1915, siendo nombrado como Gobernador y Comandante Militar del Estado.
Resumiendo, durante la época de la Revolución entraron a San Luis gente armada de todos los bandos: maderistas, huertistas, carrancistas por primera vez el 17 de julio de 1914, después villistas y otra vez carrancistas el 18 de julio de 1915. Pero todos del bando que fueran, entraron y salieron pacíficamente unos detrás de otros.
En el año de 1923, a iniciativa del Gobernador Rafael Nieto, se emitió un decreto que elevaba al Instituto Científico y Literario a la categoría de Universidad Autónoma.
En 1924 se exacerbaron las diferencias entre el Gobierno Nacional y el clero, y el 18 de marzo el gobernador Abel Cano ejecutó en la ciudad el Decreto Presidencial sobre clausura de todos los templos.
Durante la Guerra Cristera, sacerdotes y líderes cristeros fueron ejecutados sin juicio en la Penitenciaría del Estado, hoy Centro de las Artes, y en el Cementerio del Saucito.
El 15 de septiembre de 1933, una gran inundación asoló la ciudad, afectando principalmente los barrios de Tlaxcala, Santiago, las Fracciones Tercera Grande y Chica, con enorme número de pérdidas humanas, como consta en los registros de inhumaciones del Cementerio del Saucito.
El municipio de San Luis Potosí fue uno de los primeros en presentar alternancia en su gobierno entre el Partido Revolucionario Institucional (PRI) cuando en el año 1984 Salvador Nava Martínez ganó las elecciones para el periodo 1982-1985.

## La ciudad en la actualidad

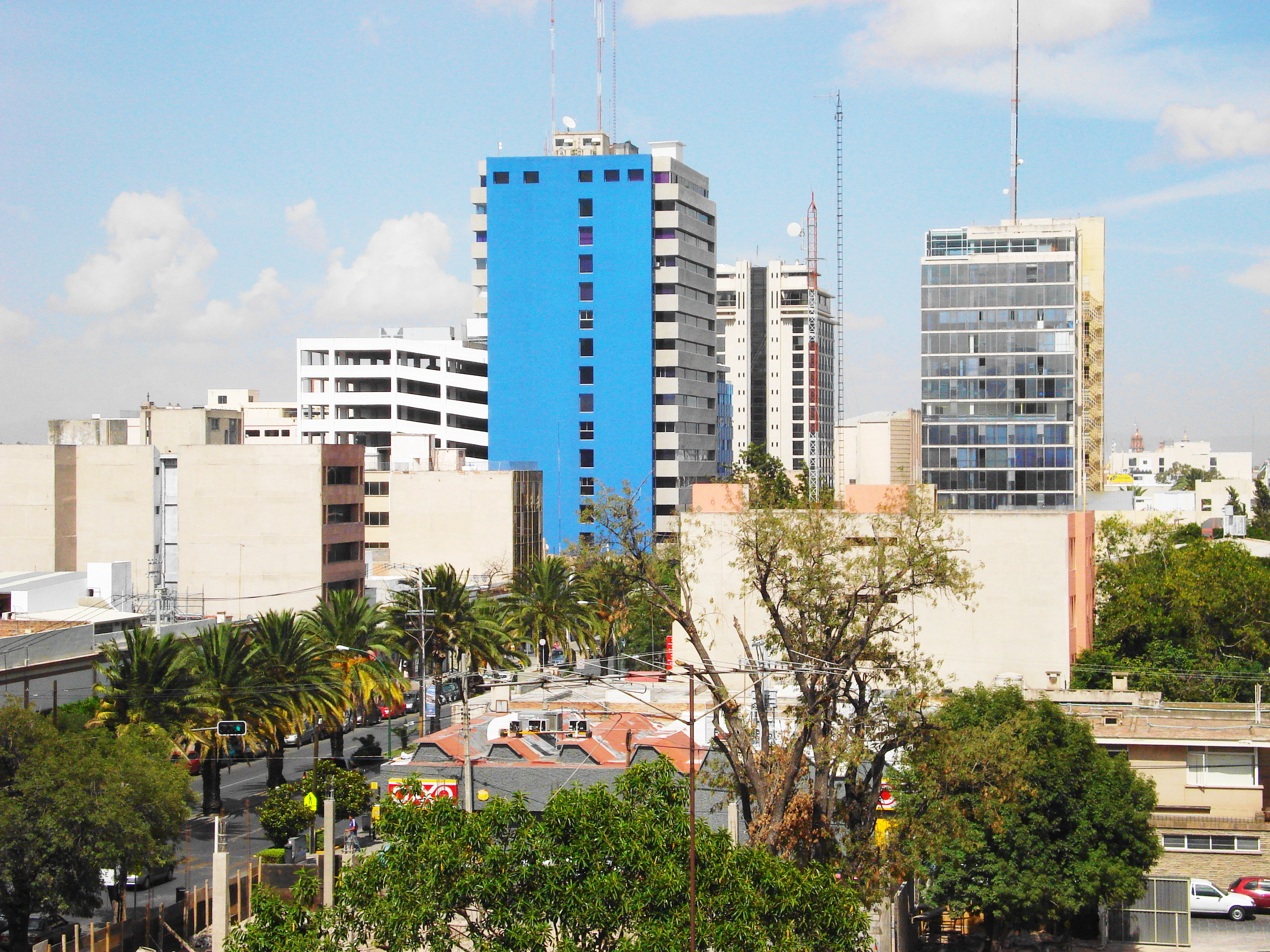
Vista panorámica de la avenida Venustiano Carranza, desde las Torres Carranza.

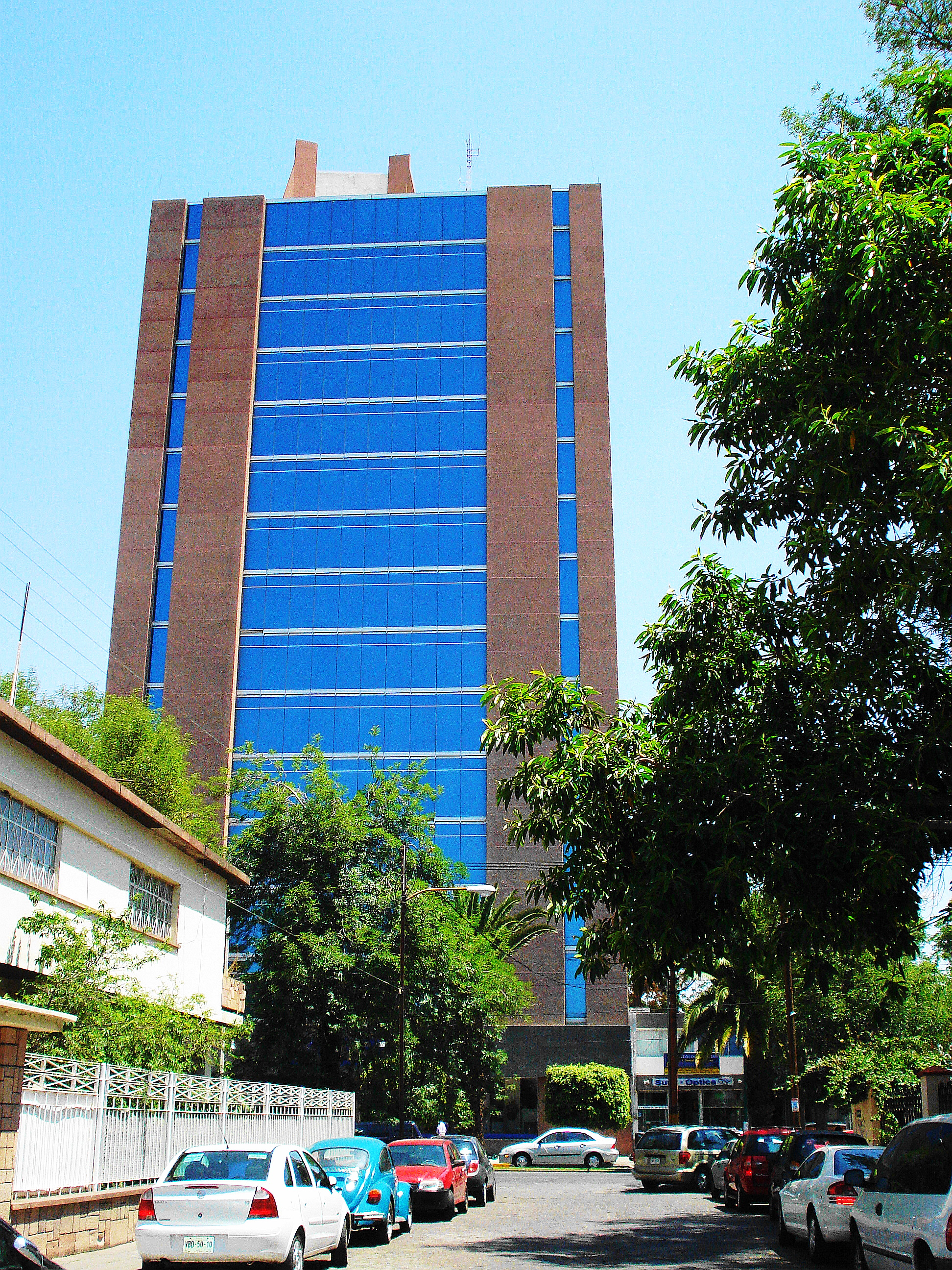
Torre INEGI, sede de esta institución en la ciudad de San Luis Potosí.

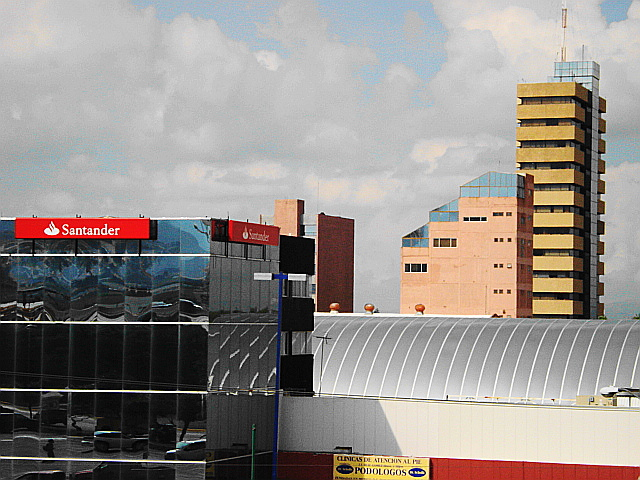
Edificios de la Zona Tangamanga.

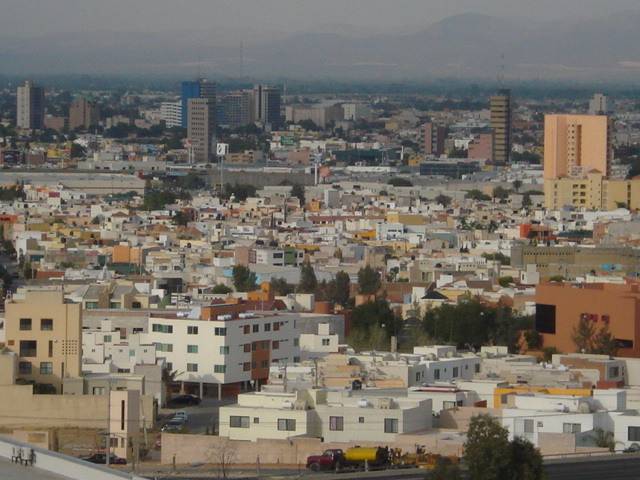
Zona comercial de la ciudad.

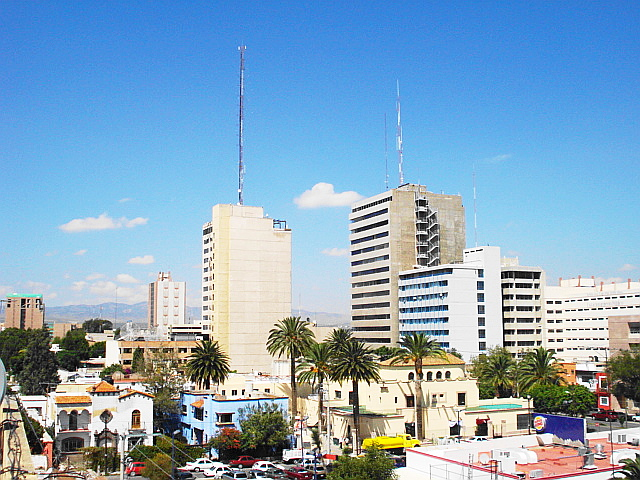
Edificios de la Zona centro de Carranza.

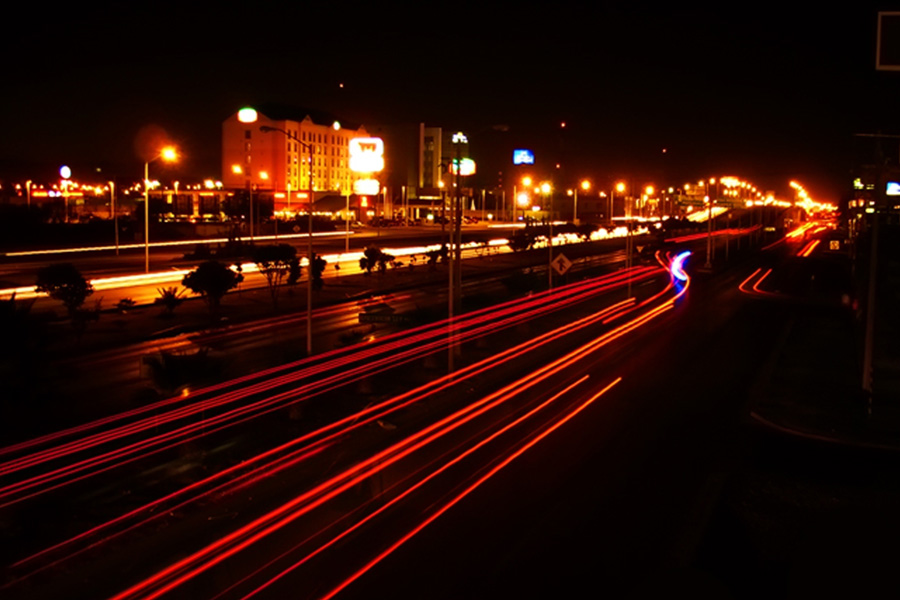
Vista nocturna del Bulevar San Luis, una de las vías más importantes de la ciudad.

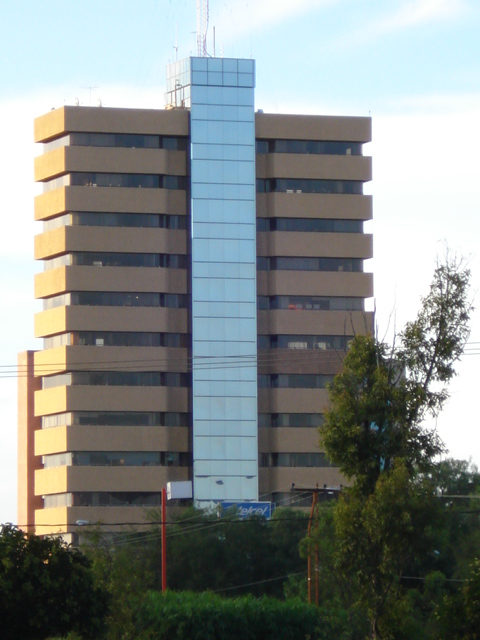
Edificio Muñiz Werge en la colonia Tangamanga.

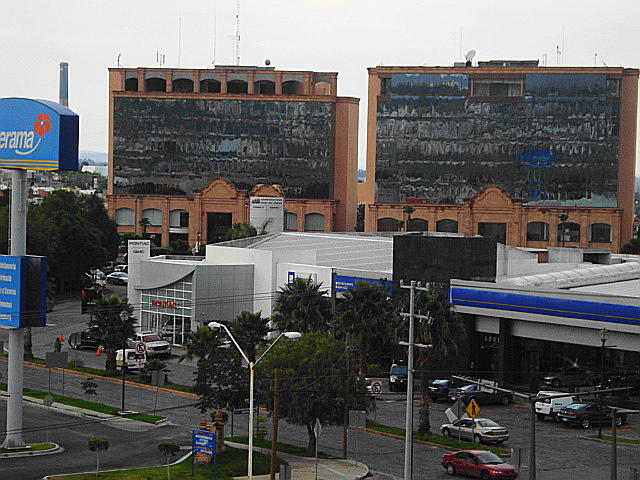
Torres Lomas Corporativo en la Zona de Lomas, la torre de la izquierda alberga a la Universidad Interamericana para el Desarrollo (UNID).

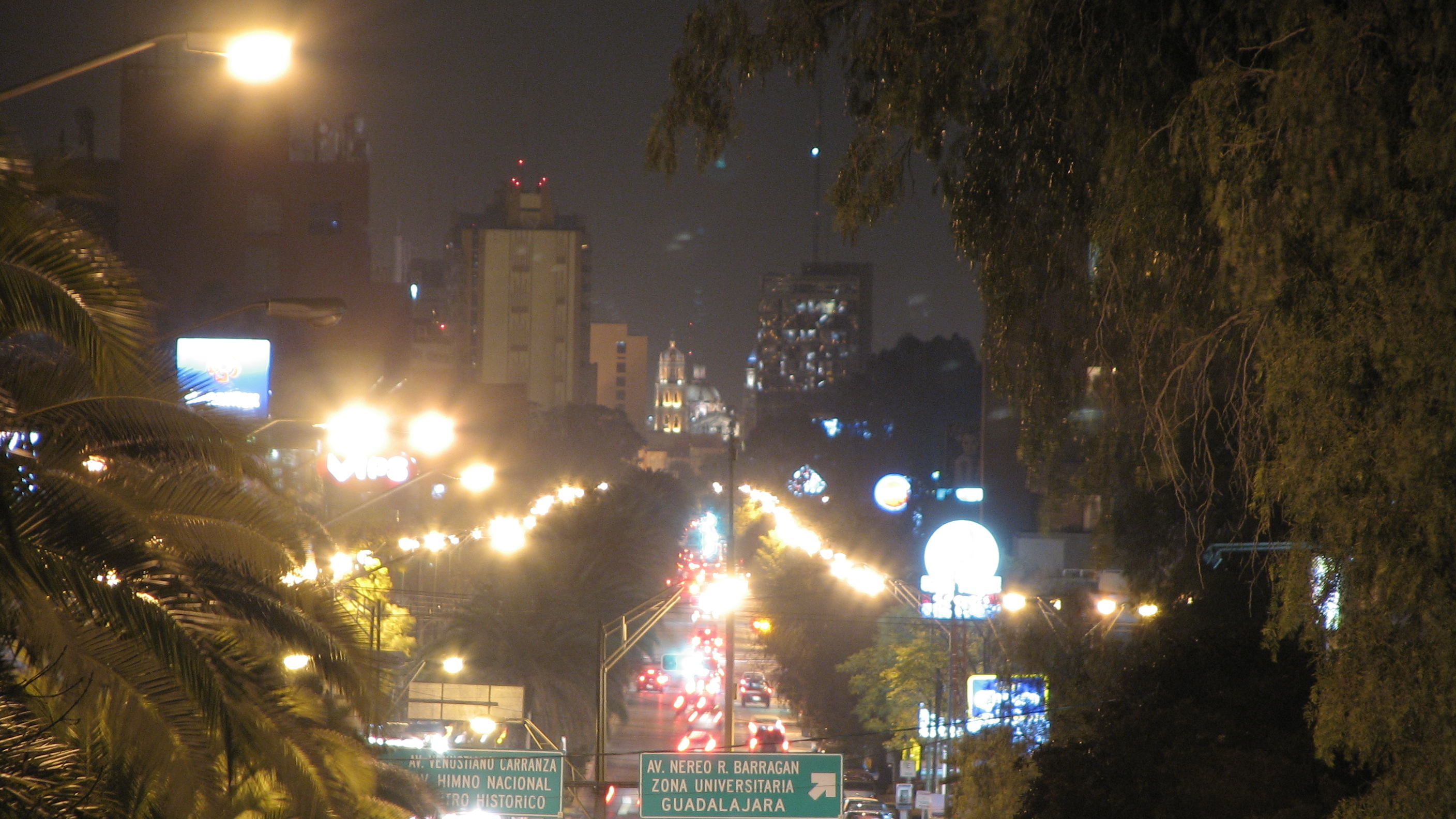
Avenida Venustiano Carranza de noche, viendo hacia el oriente

La ciudad de San Luis Potosí es considerada la undécima zona metropolitana más grande de México con una población superior al millón de habitantes, solo por debajo de las zonas metropolitanas de Ciudad de México, Guadalajara, Monterrey, Puebla, Toluca, Tijuana, León, Ciudad Juárez, Torreón y Querétaro.
La ciudad ha atraído desde 1999 la atención de inversionistas europeos y estadounidenses en los últimos años, debido a la estabilidad política, social y económica lo que ha favorecido la instalación de grandes empresas multinacionales que han hecho florecer la economía en la actualidad, convirtiéndola en una importante a nivel nacional.
Recientemente San Luis Potosí y su zona metropolitana fue nombrada como la décima mejor ciudad para vivir en México de acuerdo al estudio realizado por la revista El Inversionista.
A mitad de año de 2010 la ciudad fue nombrada por el The Financial Times la tercera zona con mayor potencial económico de México y uno de los mejores lugares para invertir, entre 700 ciudades del mundo, sólo superada por Dubai Airport Free Zone, y por Shanghai Waigaoqiao Free Trade Zone (tercer lugar en el mundo). Esto se debe a la gran estabilidad económica, política y social de la urbe, así como por tener la zona de recinto aduanal más importantes de México que se encuentra en la Zona Industrial.
En el estudio se contemplan 8 subcategorías; en la correspondiente a zonas económicas del futuro, es decir “Global Free Zones of the Future”, el estado potosino obtuvo el tercer lugar; en la correspondiente a “Potencial económico” aparece en primer lugar, algunos aspectos evaluados son número de empresas, número de empleos, diversidad de productos que se elaboran, importaciones, exportaciones y diversidad de productos.
En la subcategoría de “Eficiencia en costos”, San Luis Potosí ocupa el lugar 17 general y primero en ciudades del continente americano, algunos de los aspectos evaluados son costos de servicios, de mano de obra, de terreno, de construcción, de renta, y de aspectos logísticos.

### Vías rápidas en San Luis
La ciudad cuenta con una de las más modernas infraestructuras viales en el país, lo cual permite que la circulación de tráfico foráneo que ingresa a la ciudad pueda transitar por ella sin inconvenientes mayores que el tráfico de las horas pico. Destacan el Eje Guadalajara-Monterrey-México formado por la carretera Federal 80, la avenida Cordillera de los Alpes, la avenida Salvador Nava, el distribuidor Juárez y la carretera Federal 57, el cual permite recorrer su inicio a fin en un tiempo menor de 30 minutos, cuando en la década de los 90 ese mismo trayecto podía ser de 1 a 2 horas.
Entre 1992 y 1993, los 2 distribuidores que desahogan el tráfico del poniente de la ciudad, el primero se remonta para ser exactos en los 90, construido para agilizar el tráfico foráneo forzado a circular por la ciudad al conectar las carreteras federales 57, 70 y 80 e indirectamente la 49, constituyendo un cuello de botella en el tránsito, así en 1993 se construye el llamado distribuidor Juárez anteriormente la antigua glorieta Juárez, cuenta con cinco brazos que comunican con el centro de la ciudad, la carretera 57, carretera a Río Verde o avenida Tecnológico, el Bulevar Salvador Nava y los nuevos brazo que comunican el Bulevar Salvador Nava con la carretera a México y a la Carretera a Río Verde, este distribuidor es uno de los más modernos de México. El segundo es el Distribuidor Norte, su construcción comenzó en 2003 y tuvo fin en 2004, compuesto de 3 brazos que comunican al Distribuidor Juárez con el bulevar Santiago también llamado Río Santiago, con la avenida Acceso Norte (antes puente peatonal Avenida México) y la salida al aeropuerto y Carretera a Matehuala.
En cuanto a puentes se refiere en los últimos cinco años la ciudad presentó un boom de construcciones de vías rápidas, para ser exactos en puentes, actualmente la ciudad cuenta con alrededor de 30 puentes.
En cuanto a pasos a desnivel se refiere la ciudad cuenta con 4 que desahogan el tráfico, el primero en construirse en la capital fue el de la avenida Carranza, fue construido donde anteriormente estaba la glorieta González Bocanegra, este comunica con la zona de Morales, el segundo paso a desnivel comunica de la avenida Salvador Nava hacia el fraccionamiento Millenium, el tercero comunica de Sierra Leona con el Periférico Norte y por último el paso a desnivel de la avenida Muñoz con avenida Hernán Cortés.
La avenidas principales de la ciudad de San Luis Potosí son: la Avenida Venustiano Carranza (antes llamada "Centenario"), que recorre de este a oeste la ciudad, al oeste desemboca a la colonia Lomas, Parque Morales y Ciudad Universitaria y al este hacia el Centro Histórico de la capital; la Avenida Himno Nacional, se comunica a la Zona Universitaria, y la principal artería de la ciudad, la Avenida Salvador Nava. Predominan en la ciudad las vías de oriente a poniente, siendo reducidas la comunicación vial de norte-sur de la ciudad.

### Construcciones importantes

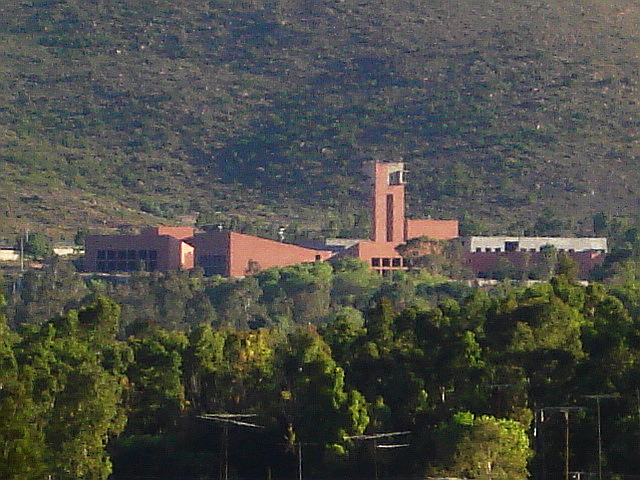
Museo Interactivo Laberinto de las Ciencias y las Artes.

En los últimos años la ciudad ha enfrentado un boom de construcciones, de edificios y museos. Entre los más destacados se encuentra, el Museo Interactivo Laberinto de las Ciencias y las Artes. Con una inversión de más de 200 millones de pesos, en un predio de 9000 m², ubicado en el Parque Tangamanga I, el proyecto fue diseñado por el arquitecto Ricardo Legorreta e impulsado por el gobernador de San Luis Potosí, Marcelo de los Santos Fraga. El mismo guarda una proporción estética y museográfica similar a la del Papalote Museo del Niño, en la Ciudad de México, con la particularidad de que los materiales empleados en su construcción, especialmente la cantera, lo convierten en un edificio de verdadera manufactura potosina. La planta del museo ocupa un total de 6.5 hectáreas las cuales cuentan con jardines con especies autóctonas de la región y una fuente central. En su interior, el centro alberga un total de seis salas dispuestas en galerías cuyas proporciones permitirán al visitante realizar un recorrido interactivo que alterna las temáticas artísticas del museo con las muestras científicas y tecnológicas.

## Demografía
La ciudad de San Luis Potosí cuenta, según datos del XIV Censo de Población y Vivienda del Instituto Nacional de Estadística y Geografía, con una población de 845 941 habitantes por lo que es la 18.ª ciudad más poblada de México. Cabe mencionar que en el año de 1921 era la sexta ciudad más poblada de México solo por debajo la Ciudad de México, Guadalajara, Puebla de Zaragoza, Monterrey y Mérida. La principal razón de la pérdida de importancia entre las ciudades más pobladas de México es que el crecimiento de la ciudad llegó hasta los límites con su ciudad vecina Soledad de Graciano Sánchez y comenzó a poblar la ciudad que hasta entonces era rural, tanto así que en la década de los 60 no superaba ni los 7,000 habitantes, pero a partir de los 70's acaparó gran parte de la población que llegaba a la capital potosina hasta lograr llegar en 2020 a los 310,192 habitantes. Contando la conurbación de la ciudad de San Luis Potosí y Soledad de Graciano Sánchez tienen una población total de 1,156,133 habitantes (que sería la población real de la ciudad si hubiera contado con más espacio para expandir su mancha urbana) ocupando el noveno lugar entre las ciudades más pobladas de México. 

### Población de la ciudad de San Luis Potosí 1921-2020
| Gráfica de evolución demográfica de San Luis Potosí entre 1921 y 2020                                       |
| |
| Población de los censos y conteos del Instituto Nacional de Estadística y Geografía (INEGI) de 1921 a 2020. |

## Crecimiento económico
El crecimiento económico de la ciudad ha sido acelerado y sostenido gracias a factores como estabilidad social, paz laboral, gran desarrollo de infraestructura, inversión directa extranjera (IED), así como su geografía, ya que se ubica en el centro de las ciudades más grandes y de poderío económico en el país (Ciudad de México, Guadalajara, Monterrey), también en un radio de 400 kilómetros se encuentra el 70 % del PIB nacional y el 60 % de la población total del país. Además que se encuentra aproximadamente a 200 kilómetros de las ciudades de más crecimiento como Querétaro, León y Aguascalientes.
La ciudad concentra su economía en la industria (automotriz), aunque también destacan las siguientes actividades:
- Comercio y servicios de primer nivel, Agricultura: alfalfa verde, cacahuate, caña de azúcar, cebolla, chile verde, elote, fríjol, maíz grano, naranja, pastos, sandía, sorgo grano, papaya, soya, tomate rojo (jitomate) y tuna.
- Ganadería: apicultura, avicultura, bovino, caprino, ovino y porcino.
- Minería: cobre, fluorita, oro, plata, plomo y zinc.
- Industria: aparatos de uso doméstico, autopartes, fabricación de cemento, hierro y acero, hilado y tejido de fibras blandas, industria azucarera, maquinaria y equipo eléctrico, metales no ferrosos y productos lácteos.
- Servicios: almacenamiento, científicos y técnicos, comercio, comunicaciones, educación, electricidad, investigación, hospitalarios, transporte y turismo.

Además, la ciudad cuenta con el Interpuerto Parque Logístico; este recinto aduanero es el cuarto más importante de México debido a los servicios, infraestructura y ubicaciones estratégicas de clase mundial. Parque Logístico es el desarrollo industrial de más alto nivel y único en su tipo que cuenta con los mejores servicios inmobiliarios, terminal intermodal, operación propia, servicios logísticos, además que cuenta con el nuevo programa denominado Recinto Fiscalizado Estratégico.
De acuerdo con el organismo de medición y evaluación del Gobierno Federal (INEGI), la posición de San Luis Potosí es histórica, pues la entidad reporta un crecimiento por encima de la media nacional en el sector secundario del 34.2 por ciento, situación que fue sostenida de enero a septiembre de 2010, período hasta donde abarca el último informe del INEGI.
En un estudio realizado por el Departamento de Inteligencia e Investigación especializada en Inversión Extranjera Directa (FDI Intelligence, en inglés), la ciudad de San Luis Potosí es una “Ciudad del Futuro”. Un total de 450 ciudades de todo el continente americano, fueron analizadas, donde la ciudad destacó en rentabilidad; en ésta fue reconocida León, entre las ciudades mayores; San Luis Potosí, Hermosillo, Tuxtla Gutiérrez, Heroica Matamoros y Torreón en la sección de ciudades grandes, y finalmente, Colima apareció entre las ciudades pequeñas. Monterrey, Guadalajara, Querétaro, San Luis Potosí y Hermosillo fueron las ciudades latinoamericanas más destacadas en este estudio.
De esta manera, la ciudad de San Luis Potosí se ubicó en el quinto lugar dentro de las diez ciudades catalogadas como grandes, en lo que se refiere a la efectividad de los costos proyectada para los años 2011 y 2012. Para recibir dicho reconocimiento, la regidora Cristina de los Ángeles Martí Artolózaga, viajó el pasado 29 de junio a la ciudad de Washington, en los Estados Unidos.
El nivel de vida de la ciudad se considera de los más altos, se le considera una ciudad media ya que aporta el 68 % del PIB estatal, baja tasa de desempleo, se le considera a esta ciudad como una de las mejores ciudades para vivir en México, además de ser calificada como una de las mejores ciudades para hacer negocios.
En 2013, el estado de San Luis Potosí en general logró evadir, al igual que 14 estados de la República más, la desaceleración y estancamiento industrial, teniendo como resultado una favorable y creciente producción industrial.
En abril de 2015, la llegada de la armadora automotriz de BMW a la localidad promete un pujante crecimiento de los parques industriales, debido a la instalación de proveedores y esperando la generación de 5000 empleos entre directos e indirectos.
En 2012, se implementó el modelo de ciudad digital, teniendo como meta generar inversión y empleo para consolidar al municipio como moderno y con un gran avance educativo. Este concepto fue emprendido por el alcalde del periodo 2012-2015 Mario García Valdez, buscando mejorar los servicios a los ciudadanos, integrando la contabilidad del municipio con la atención de trámites en línea y un sistema de respuesta virtual al ciudadano. Trayendo con esto más transparencia y evitando la corrupción.
Se realizó con este programa el establecimiento de acceso inalámbrico gratuito a Internet en las plazas principales de la ciudad y en lugares públicos de gran concurrencia, llevando a cabo también sesiones de cabildo en tiempo real vía Internet.
San Luis Potosí se ubicó en el grupo de 15 estados de la república que ha logrado evadir la desaceleración y estancamiento industrial, manteniendo un comportamiento favorable y ascendente en la producción industrial.

## Patrimonio
En la arquitectura de San Luis Potosí han dejado constancia de monumentos que han habitado la ciudad, con una riqueza monumental muy importante, tanto en edificios religiosos como civiles. En el patrimonio histórico-artístico de la ciudad pueden observarse varios estilos como el barroco novohispano que se dio en la época novohispana y neoclasicismo, entre otros.

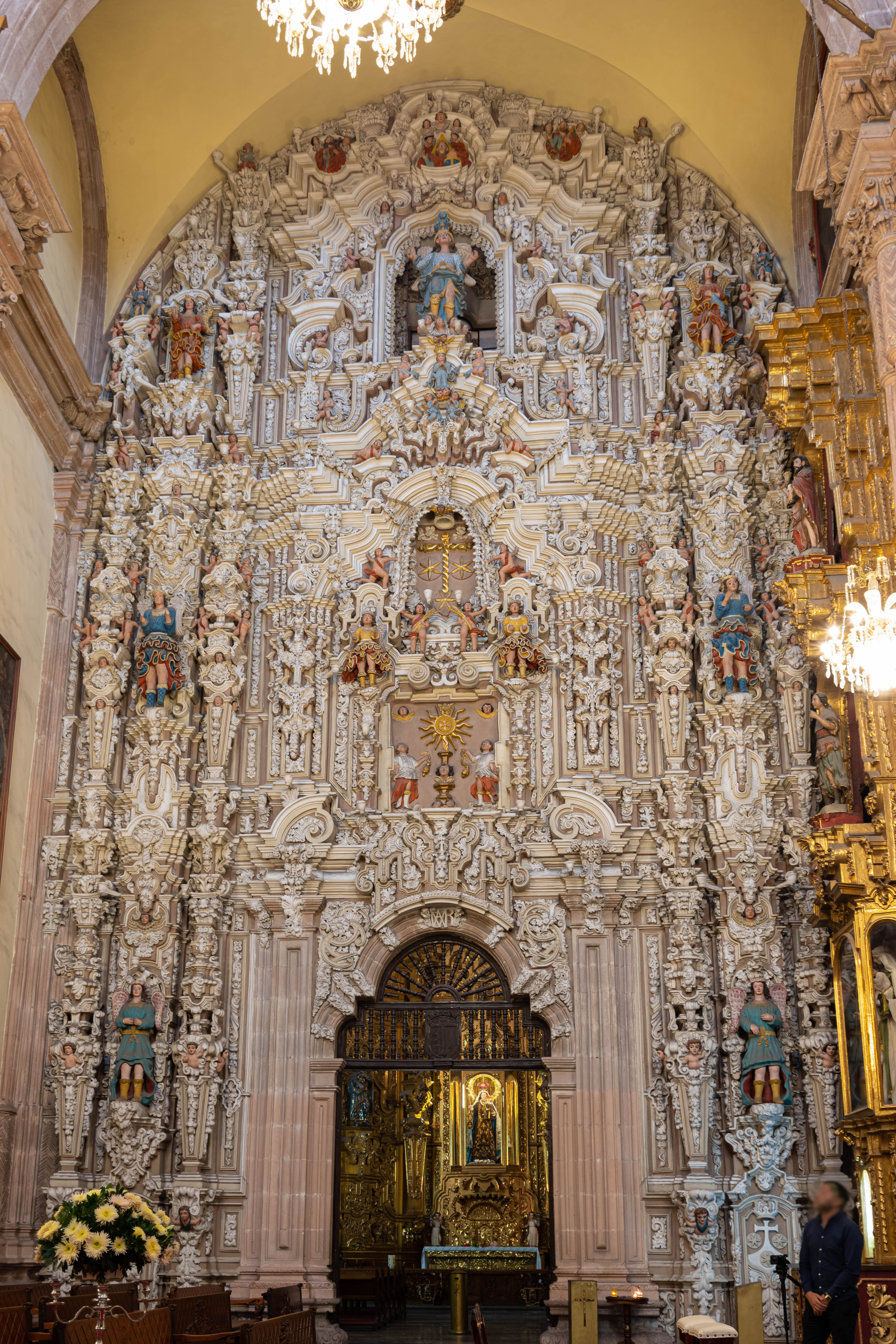
Retablo de los siete príncipes del Templo del Carmen

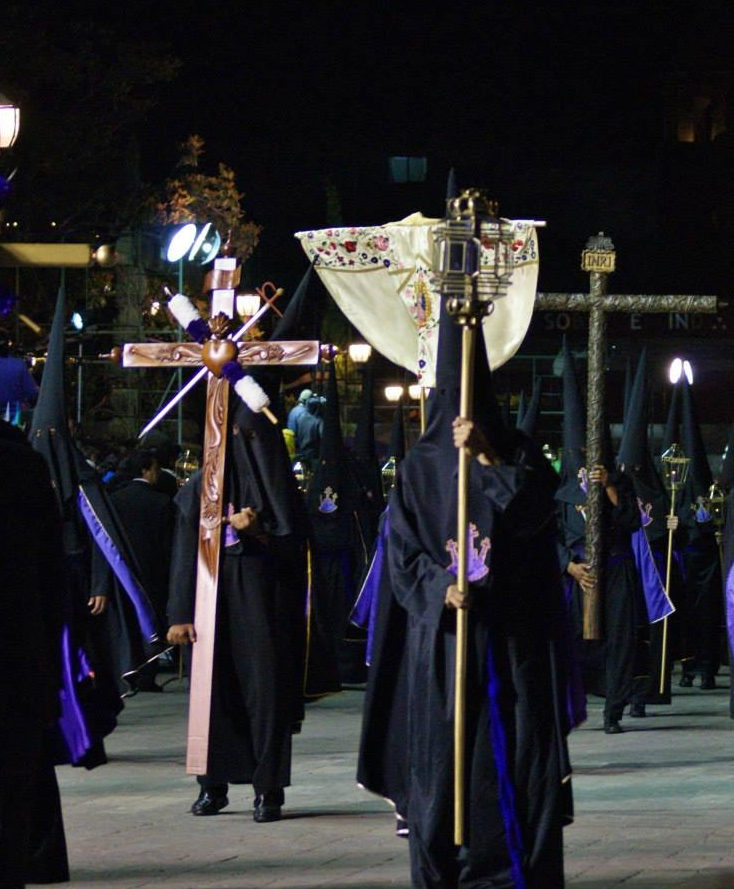
Procesión del Silencio de San Luis Potosí

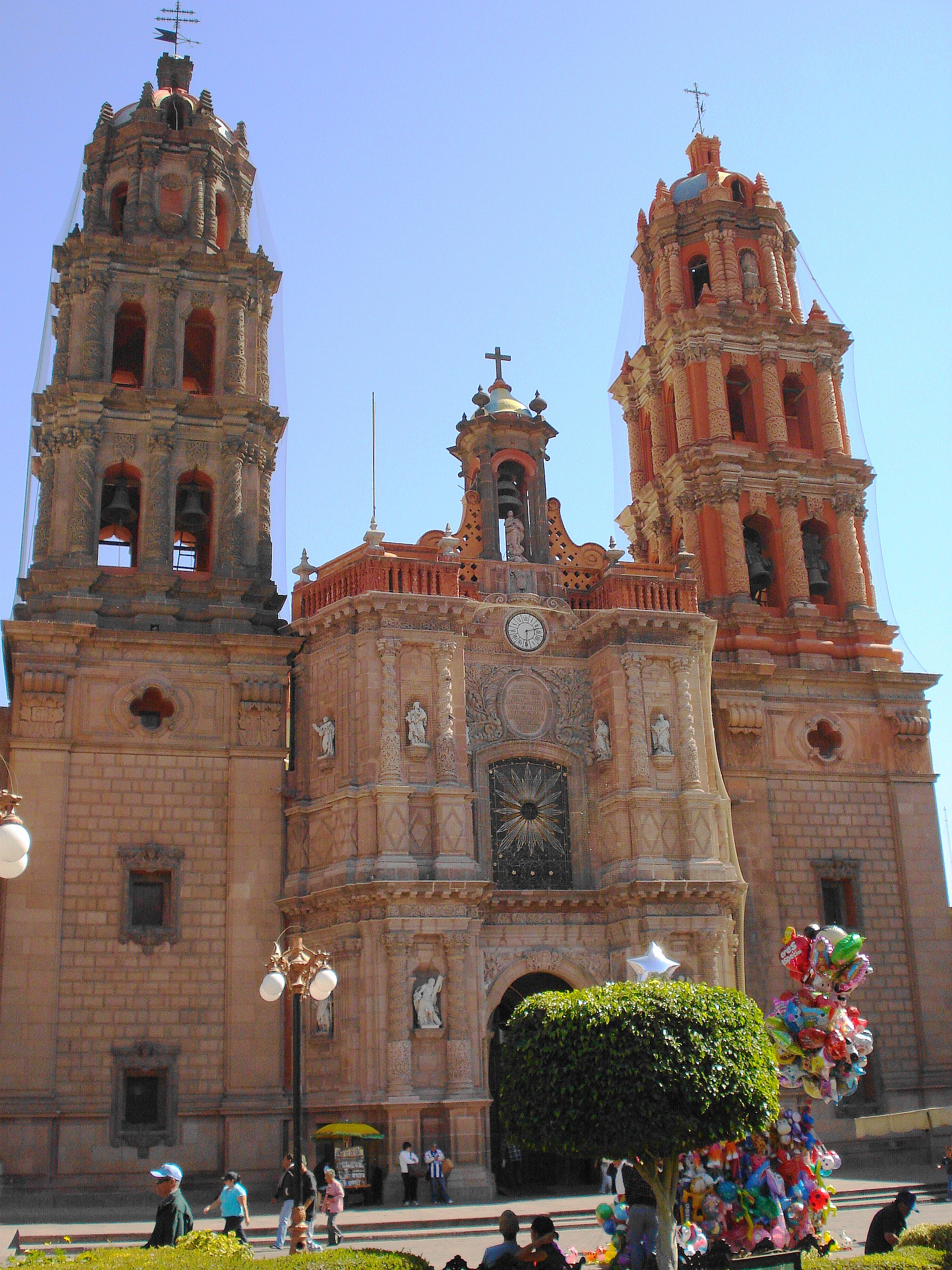
Catedral Metropolitana de San Luis

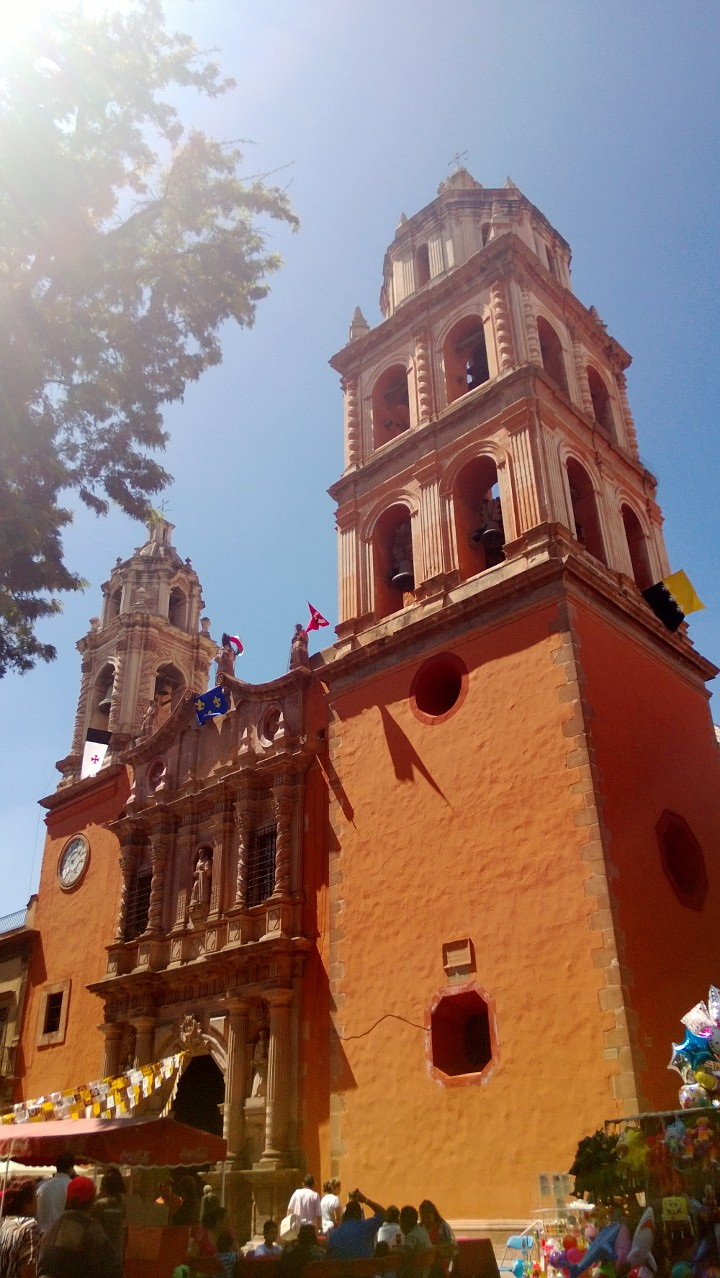
Iglesia de San Francisco en la plaza del mismo nombre

### Templos religiosos
- Catedral de San Luis Potosí, consagrada a la Virgen de la Expectación, con el patronazgo de San Luis Rey y San Sebastián, sede de la arquidócesis de San Luis Potosí.
- Templo del Carmen
- Templo de San Francisco
- Templo de San Agustín
- Santuario de Guadalupe
- Templo de la Compañía
- Templo de la Tercera Orden
- Templo del Espíritu Santo y Nuestra Señora de la Salud
- Templo de San José
- Templo del Sagrado Corazón de Jesús
- Capilla de Aranzazú
- Templo de San Sebastián
- Templo de San Miguel
- Templo de San Juan de Guadalupe
- Templo de la Asunción
- Templo de San Cristóbal
- Templo de Santiago Apóstol
- Templo de Señor de Burgos (Saucito)
- Templo de San Juan de Dios
- Capilla de Loreto

### Edificios civiles
- Palacio de Gobierno
- Palacio Municipal
- Casa Martí
- Edificio Ipiña
- Edificio Central de la UASLP
- Real Caja
- Edificio de la Sociedad Potosina "La Lonja"
- Casa de la Virreina, de la única virreina mexicana, María Francisca de la Gándara de Calleja, esposa del 60.º virrey de la Nueva España, Félix María Calleja.
- Antigua Casa de la Cultura (actual Museo Francisco Cossío Lagarde)
- Palacio Monumental
- Palacio de Cristal
- Caja del Agua y Calzada de Guadalupe
- Centro de las Ciencias y las Artes CENTENARIO "Ex-penitenciaria"
- Monumento de la Bandera de San Luis Potosí
- Cementerio del Saucito de San Luis Potosí
- Edificio de la tienda departamental La Exposición

### Plazas y Jardines
- Plaza de Armas
- Jardín de San Francisco
- Jardín de San Juan de Dios
- Plaza de los Fundadores
- Plaza España
- Jardín de San Agustín
- Plaza del Carmen
- Alameda "Juan Sarabia"
- Jardín Colón
- Los Siete Barrios de San Luis Potosí

## Cultura

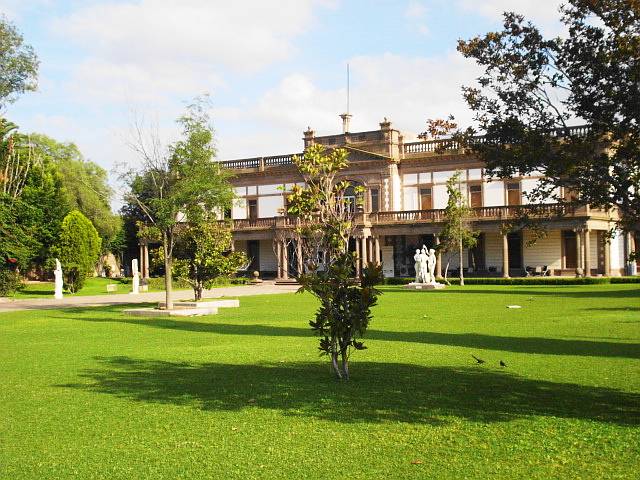
Antigua Casa de la Cultura de San Luis Potosí (actual Museo Francisco Cossío Lagarte).

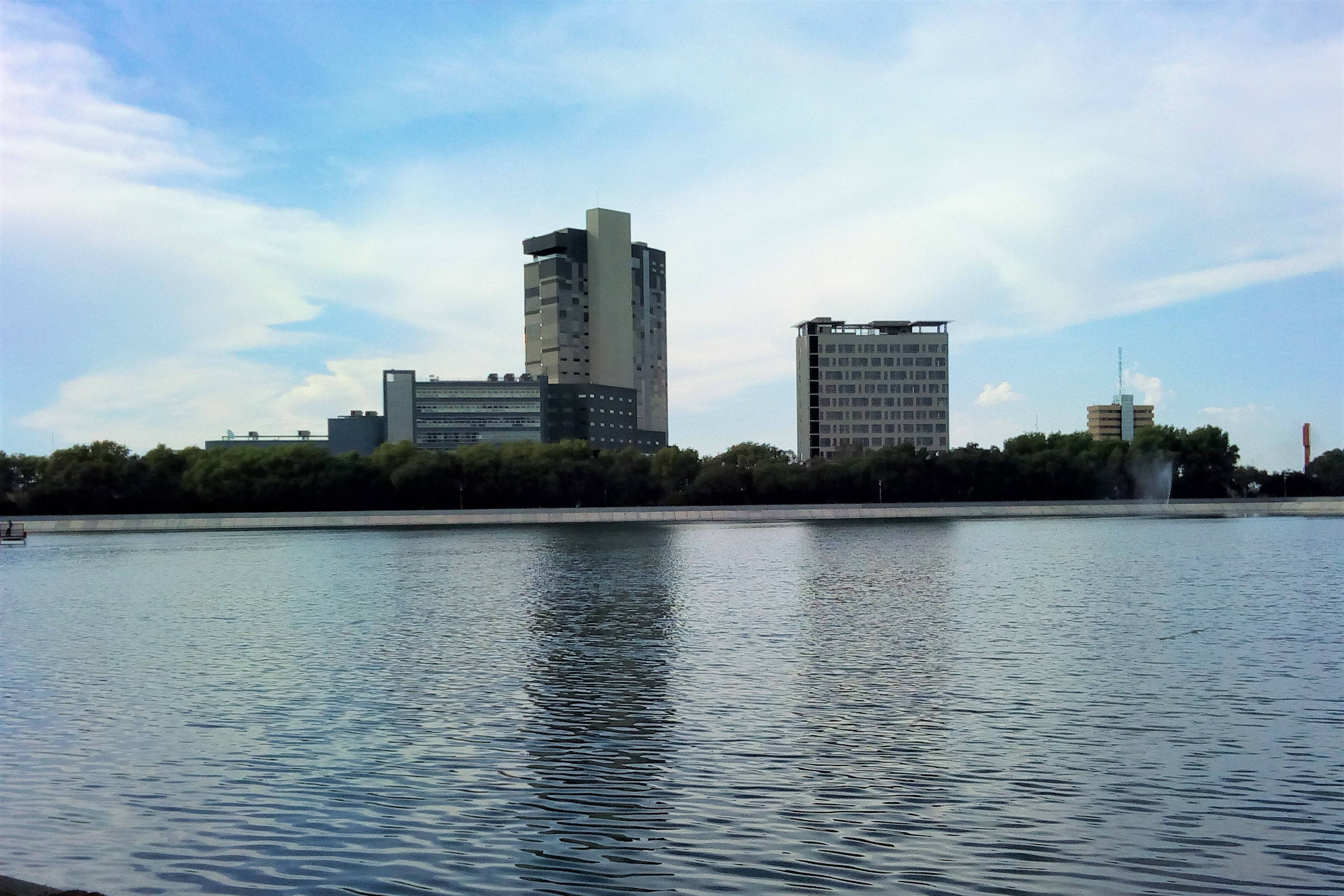
Lago Mayor del Parque Tangamanga I. A la izquierda el edificio Fiesta Americana, y a la derecha el edificio Hampton Inn en construcción, y más al fondo a la derecha el edificio Muñiz Werge.

Templo del Carmen en un espectáculo de luz.

### Fiestas populares
- Se convierten en uno de los acontecimientos culturales, religiosos y artísticos más importantes que se producen en la ciudad, la Semana Santa se realiza una de las celebraciones más memorables de la Pasión de Cristo: La Procesión del Silencio de origen sevillano, donde más de 6000 personas entre espectadores y participantes realizan este acto de fe. Una de las más importantes del país debido a la asistencia de personas, el significado religioso y la imponencia de la Procesión. El cortejo procesional de la Semana Santa son organizados por cofradías y hermandades, cada una de las cuales se distingue por una serie de factores religiosos, artísticos, sociales e históricos.

- Festival San Luis en Primavera: es un evento subsidiado por el H. Ayuntamiento de San Luis Potosí que se realiza en el mes de abril, en el cual se presentan bailes, danzas modernas, música popular, arte y cultura de diferentes partes del mundo y la república, estas se muestran en las Plazas principales o en teatros de la ciudad potosina.

- Feria Nacional Potosina (FENAPO): Durante agosto se realiza esta actividad acompañada de  pabellones turísticos, exposiciones ganaderas, el palenque, teatro del pueblo con grupos y artistas musicales, muestra gastronómica de todo el estado, centro nocturnos y juegos mecánicos; así celebrando el 25 de agosto al Santo Patrono de la Ciudad "San Luis Rey de Francia". Por su dimensión y actividades es una de las ferias más relevantes de México.

- Festival Internacional de Danza Contemporánea "Lila López": Para octubre toca la presentación en diversos recintos culturales de la ciudad de conjuntos de danza y baile moderno potosinos, perteneciente al IPBA y escuelas artísticas de la capital.

- Festival de Música Antigua y Barroca. En noviembre se desarrolla el evento con objeto de fomentar el gusto por la música de esa época. Es realizado en las iglesias de la ciudad, por orquestas.

- Fiesta de Luz: En la temporada de Semana Santa y en la época de las fiestas decembrinas (invierno) el Gobierno Estatal y la Secretaría de Turismo del Estado, organizan ediciones en las cuales se proyectan en las fachadas de iglesias y edificios civiles del centro histórico por medio de luces y sonido, imágenes en secuencia de la historia y lugares de San Luis Potosí.

- Festival internacional Cinemafest: selección oficial de su emisión 2015 que se realizó en la ciudad de San Luis Potosí del 18 al 27 de septiembre de 2015. Su objetivo promover la creación artística entre la comunidad fílmica mexicana, internacionalmente, así como difundir y promover a talentos de cada una de las regiones de los países que deseen participar.

### Museos
- Museo del Virreinato

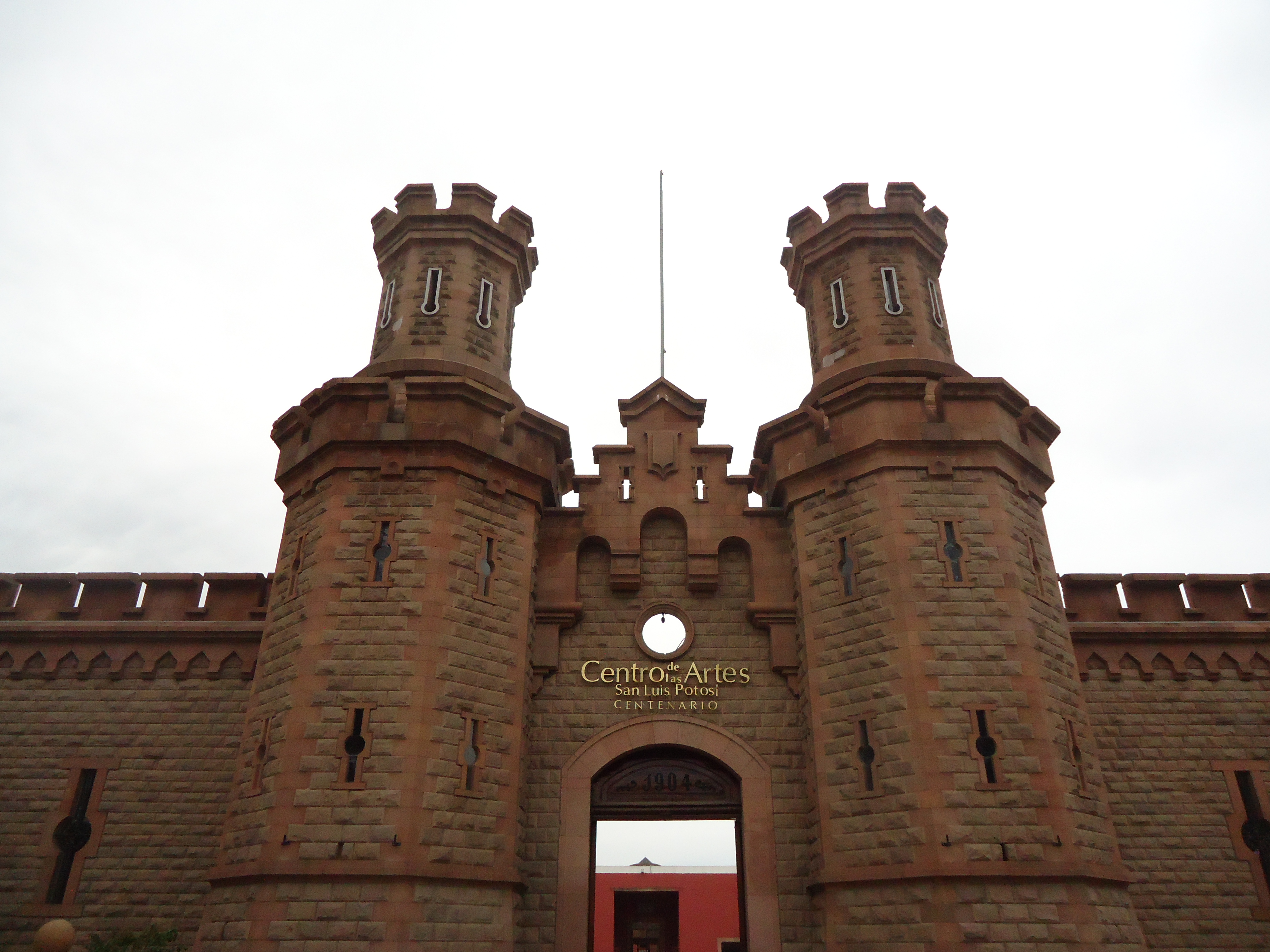
Centro de las Artes

- Museo Interactivo Laberinto de las Ciencias y las Artes
- Museo Nacional de la Máscara, siendo este el más completo del país en su clase, con una colección de más de 1300 máscaras de México y el mundo.
- Museo Federico Silva. Anteriormente fue la primera escuela modelo de México en el año de 1907 durante el gobierno del Gral. Porfirio Díaz hasta 2000.
- Museo del Ferrocarril 'Jesús García Corona'. Anteriormente la Estación de Ferrocarril.
- Museo de Arte Contemporáneo. Antiguo edificio de Correos Mexicanos. Se le identifica más como una galería.
- Museo Francisco Cossío. Conocido antes como "Casa de la Cultura".
- Museo Leonora Carrington. Es el primer espacio dedicado a esta figura clave del surrealismo y una de las artistas más importantes de México.

### Espacios escénicos culturales
- Teatro de la Paz
- Centro Cultural Universitario Bicentenario
- Teatro Polivalente, Centro de las Artes
- Teatro Alameda

### Gastronomía
La gastronomía en San Luis Potosí se compone por tradición indígena principalmente de maíz que, al fusionarse con la comida española, incorpora carne como la de puerco y pollo. Por eso su variedad es grande y se puede disfrutar de platillos principalmente como: el asado de boda, que es carne de puerco sazonada con chile rojo, cecina, pancita, carnitas, fiambre potosino, hamburguesas estilo potosino. Y al incorporar el maíz también están las gorditas al pastor, los famosos tacos rojos potosinos de queso o pollo, servidos con zanahorias y papas asadas, espolvoreados con queso fresco.
Otro plato importante son las gorditas de Morales y el Saucito, llamadas así porque son originarias de esos lugares de San Luis. También las migadas y gorditas del mercado República, sin dejar pasar los famosos "ahogaperros" que son gorditas de horno rellenas de chicharrón prensado, queso o carne deshebrada, y las tostadas borrachas del Saucito, que es una tostada grande con frijoles de la olla, nopalitos y salsa. También se preparan nopales con papas del monte, mezclados con palmito y los cabuches que son los botones de la biznaga.
El platillo más reconocido de San Luis Potosí, son las enchiladas potosinas, hechas de masa con chile rojo y servidas con frijoles refritos, aguacate en rajas, cueritos y chiles jalapeños en vinagre y cebollita picada, es el platillo tradicional por excelencia, creado en 1914 por la soledense Cristina Jalomo. Los postres como el queso de tuna y los elaborados con leche de cabra como natillas y cajetas, la galleta regañada que es una galleta de canela, típica en la capital, melcocha, charamuscas, cocadas, trompadas, capirotada. Y de bebidas: atole de aguamiel, colonche o bebida de tuna y piloncillo, melcocha, champurrado, cacao y café de olla.

## Parques naturales
Algunos otros sitios importantes fuera del centro histórico, o en la ciudad, así como sus alrededores son:
- Sierra de Álvarez y Valle de los Fantasmas.
- Parque Tangamanga I, siendo este parque el segundo más grande de México, tan sólo después del Parque de Chapultepec. Para el tiempo libre y ocio con actividades recreativas al aire libre, planetario, lagos, teatro 'Carlos Amador', juegos infantiles, Museo Culturas Populares.
- Parque Tangamanga II, Canal 9 XHSLS.
- Camino a la Presa de San José catalogado como parque urbano.
- Manantiales y Balneario de Gogorrón y sus haciendas.
- Pueblo de Santa María del Río, famoso por sus rebozos hechos de seda: Cuna del Rebozo.

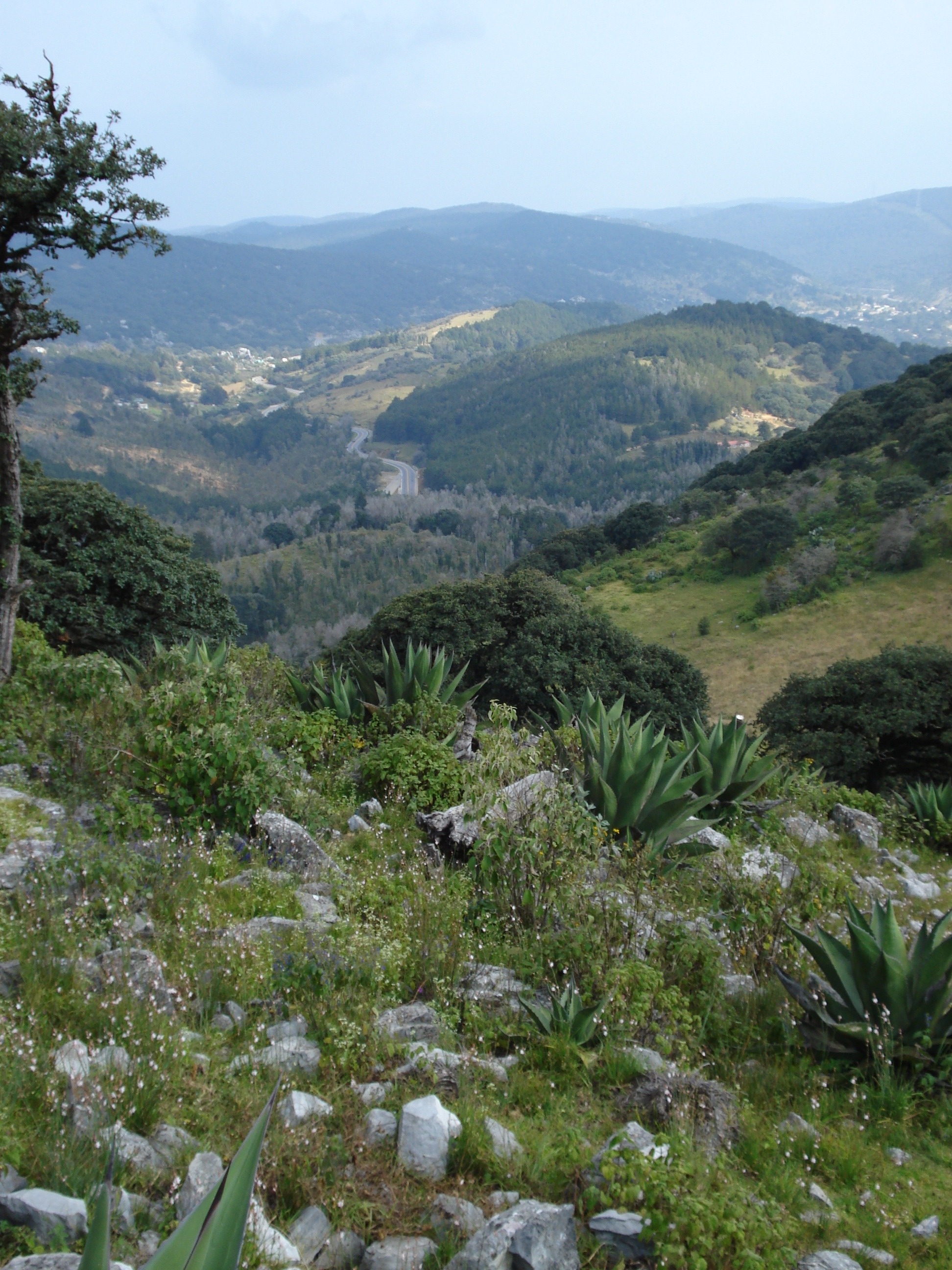
Sierra de Álvarez y Valle de los Fantasmas.

- Cañada del Lobo.
- Parque Juan H. Sánchez "Morales".

## Infraestructura

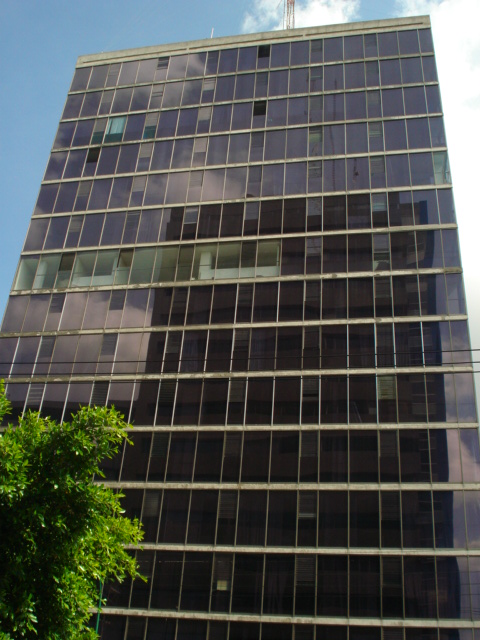
Torre Puga Arriaga de 56 m sede de varias estaciones de radio.

### Medios de comunicación
En la ciudad circulan varios periódicos, algunos de ellos de circulación estatal. Existen El Sol de San Luis, el Pulso, el Heraldo de San Luis, La Prensa, San Luis Hoy, La Orquesta, La Jornada, (dejó de imprimirse en papel el 21 de abril del año 2017) y el semanario El Exprés.
San Luis Potosí cuenta con tres televisoras locales: XHDE-TV y XHSLV Canal 7 filial de Televisa. Además de las repetidoras de Televisa, TV Azteca y del Canal Once IPN.
| Canal | Siglas  | HD        | TDT | Nombre                             | Propietario                    |
| ----- | ------- | --------- | --- | ---------------------------------- | ------------------------------ |
| 2     | XHSLT   | 5.1 8.1   | 34  | *5 NU9VE                           | Televisa                       |
| 4     | XHSLP   | 11.1 11.2 | 24  | Once TV                            | Instituto Politécnico Nacional |
| 6     | XHCLP   | 7.1 7.2   | 22  | Azteca 7 a+                        | TV Azteca                      |
| 7     | XHSLV   | 10.1 10.2 | 29  | Canal 7 SLP Canal 7 un Canal de 10 | Comunicación 2000              |
| 9     | XHSLS   | 9.1       | 35  | Canal 9 SLP                        | Gobierno del Estado de SLP     |
| 11    | XHDD    | 1.1 1.2   | 28  | Azteca Uno ADN 40                  | TV Azteca                      |
| 13    | XHDE    | 13.1      | 16  | Canal 13 SLP                       | Televisora Potosina            |
| 27    | XHSLA   | 2.1 2.2   | 31  | Las Estrellas Foro TV              | Televisa                       |
| 3     | XHCTSLP | 3.1 3.4   | 28  | Imagen TV Imagen Multicast         | Grupo Imagen                   |

En la radio potosina, existen 32 radiodifusoras, 21 de AM y 11 de FM.
Algunas de las carreteras más importantes del estado confluyen en la ciudad de San Luis Potosí. Algunos tramos son:
| Identificador | Denominación         | Nombre alternativo | Ruta                                    | Tramo                     |
| ------------- | -------------------- | ------------------ | --------------------------------------- | ------------------------- |
|               | Carretera Federal 57 |                    | Ciudad de México - Piedras Negras, COAH | SLP - QRO                 |
|               | Carretera Federal 57 |                    | Ciudad de México - Piedras Negras, COAH | SLP - Matehuala           |
|               | Carretera Federal 80 |                    | Barra de Navidad, JAL - Tampico, TAMPS  | SLP - Guadalajara         |
|               | Carretera Federal 70 |                    | Manzanillo, COL - Tampico, TAMPS        | SLP - Tampico, TAMPS      |
|               | Carretera Federal 70 |                    | Manzanillo, COL - Tampico, TAMPS        | SLP - Aguascalientes, AGS |
|               | Carretera Federal 49 |                    | Jiménez, CHIH - San Luis Potosí, SLP    | SLP - ZAC                 |

La ciudad cuenta con alrededor de 500 000 líneas telefónicas, la mayoría operada por concesionarios como Telmex o Axtel.

### Transportes
La ciudad cuenta con sistemas de transporte público basado en autobuses urbanos y taxis que se desplazan a lo largo del área metropolitana. Además actualmente se está trabajando en la implementación de un sistema de autobús articulado conocido como metrobús, del cual ya iniciaron las obras de acondicionamiento de vialidades donde habrá un carril confinado exclusivamente para el metrobús proyectado para iniciar operaciones en el año 2018. Aunado a esto, se ha estado negociando la idea de construir un tranvía para desahogar el tráfico de la ciudad, principalmente hacia la zona industrial según ha informado el gobierno de la ciudad.
El Aeropuerto Internacional de San Luis Potosí (localizado a aproximadamente 17 km del centro de la ciudad) es la terminal aérea más importante del estado.

### Comercios
- HEB Carretera 57 2017
- Macroplaza El Paseo
- Plaza Alttus
- Plaza Citadella
- Plaza Citadina (Soledad)
- Plaza Chapultepec 1200
- Plaza Covalia
- Plaza El Dorado
- Plaza Francia (Aviación)
- Plaza Industrias (1993)
- Plaza Soriana El Paseo
- Plaza Fiesta
- Plaza Los Pinos HEB
- Plaza Center
- Plaza Muñoz
- Plaza Real HEB
- Plaza Real del Potosí
- Plaza San Luis
- Plaza Sendero
- Plaza Tangamanga
- Plaza The Park
- Plaza Trendy
- Plaza Providencia
- Walmart 57 (Antes Megachalita)
- Walmart Muñoz (Antes Megachalita)

#### Antiguos Centros Comerciales
- Plaza Los Laureles Comercial Mexicana
- Chalita 57 (Hoy en día Walmart carretera 57)
- Plaza Soriana Glorieta

### Hospitales
Hospitales públicos
- Hospital Central "Dr. Ignacio Morones Prieto"; hospital de tercer nivel y referencia para los estados del centro de México
- Hospital del Niño y la Mujer "Dr. Alberto López Hermosa"
- Hospital General de Soledad, en el municipio de Soledad de Graciano Sánchez, dentro de la Zona Metropolitana de San Luis Potosí
- Clínica Psiquiátrica "Dr. Everardo Neumann Peña", hospital psiquiátrico de referencia para los estados del centro del país, localizado en el municipio de Soledad de Graciano Sánchez
- IMSS Hospital General de Zona con Medicina Familiar n.º 1 "Lic. Ignacio García Téllez"
- IMSS Hospital General de Zona con Medicina Familiar n.º 2 "Dr. Francisco Padrón Puyou"
- IMSS Hospital General de Zona con Unidad Médica de Atención Ambulatoria n.º 50
- ISSSTE Hospital General
- IMSS Unidad de Medicina Familiar 51 María Cecilia

### Deportes

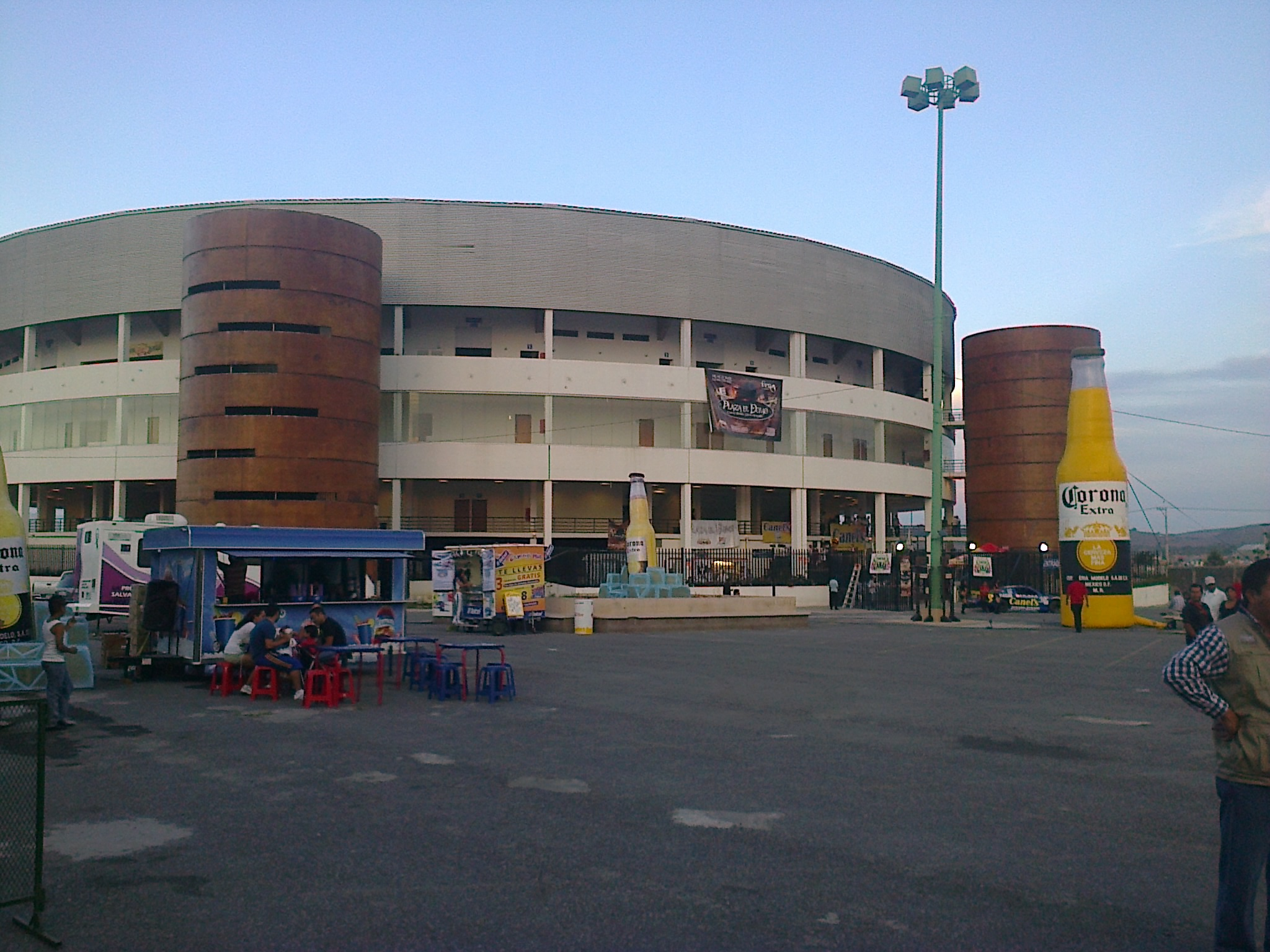
El Domo San Luis, localizado en las instalaciones de la Feria Nacional Potosina (Fenapo), es un importante centro de espectáculos artísticos y deportivos, entre otros.

Anteriormente, San Luis Potosí era sede del equipo San Luis Fútbol Club, un equipo mexicano de fútbol que participaba en la Primera División de México. El 28 de mayo de 2013 el equipo se trasladó a la ciudad de Chiapas para ocupar el lugar de los Jaguares de Chiapas, y desapareció así el fútbol profesional en la capital. Al mismo tiempo, el empresario Carlos Payán Latuff adquiere la franquicia de los Tiburones Rojos de Veracruz, y la traslada a la ciudad de San Luis Potosí, para convertirse así en el Atlético San Luis. Actualmente es sede del Atlético de San Luis que participa en la Liga MX y que cuenta con una importante participación del club español Atlético de Madrid.
También es sede de los equipos Real Potosino de la Segunda División,de los Santos de San Luis de la LNBP y de las Acereras de San Luis de la LMBF.

## Educación
Según datos del INEGI (2010), la tasa de alfabetización de las personas de 15 a 24 años, es del 99.4 %. Así mismo, tiene un total de 1247 escuelas en educación básica y media superior, según datos del INEGI en 2009.

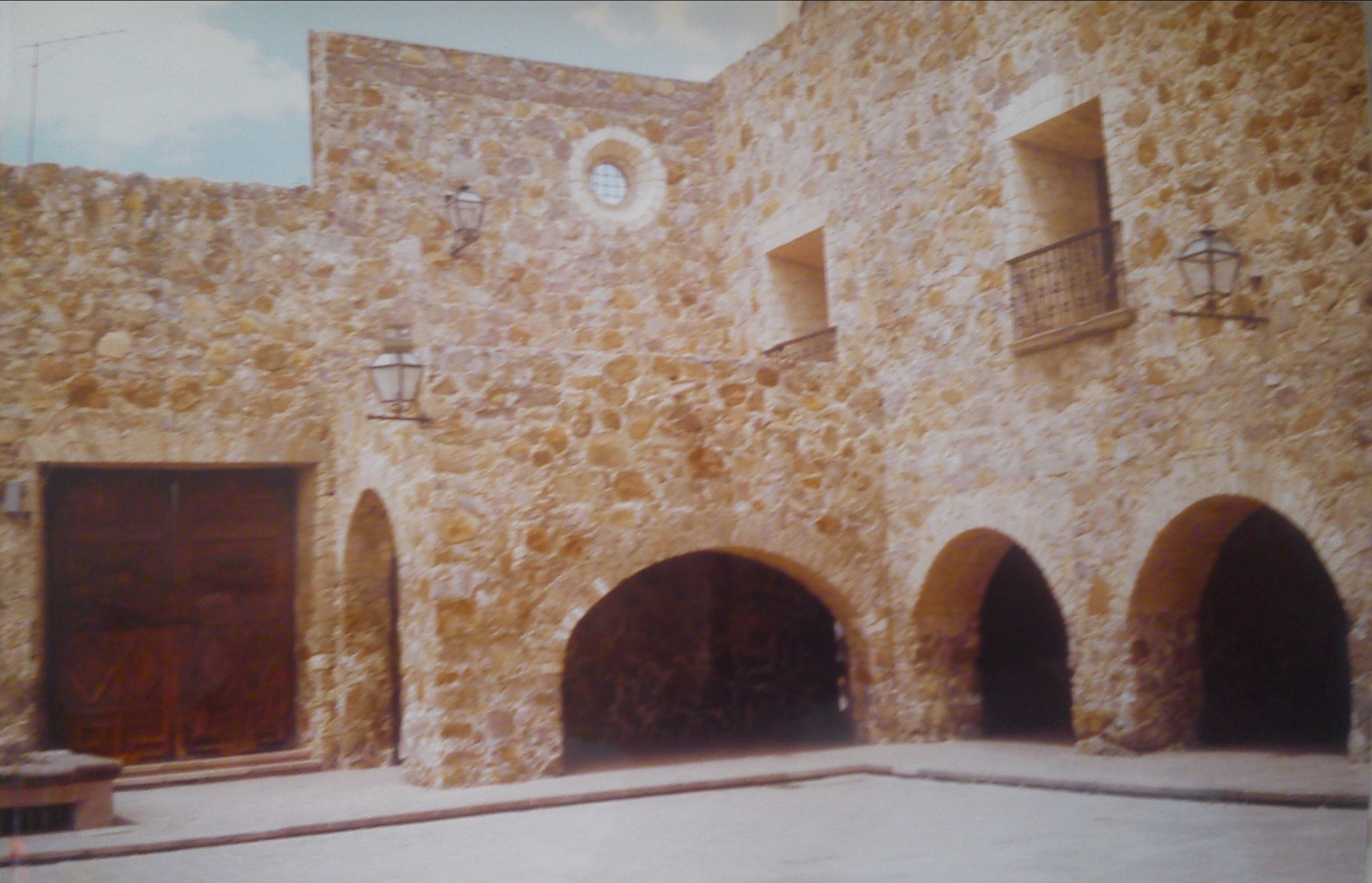
Finca colonial restaurada en San Luis Potosí

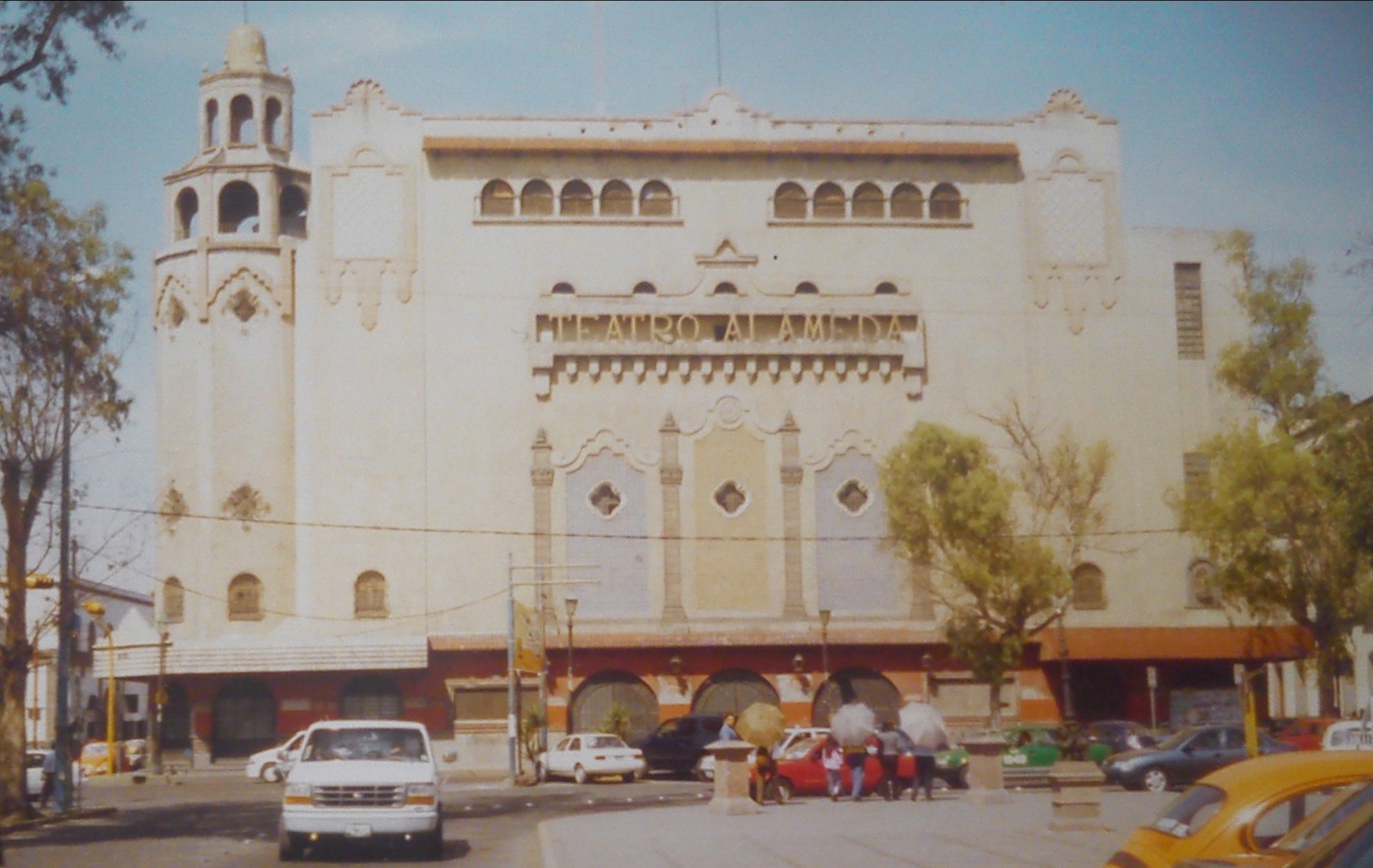
Teatro Alameda en San Luis Potosí

De igual forma la ciudad tiene varias instituciones educativas superiores, tales como:
- Benemérita     y Centenaria Escuela Normal del Estado(BECENE)
- El Colegio de San Luis (COLSAN)
- Escuela de diseño Magdalena Sofía Barat
- Escuela Estatal de     Artes Plásticas
- Escuela     Estatal de Danza
- Escuela     Estatal de Música
- Escuela Estatal de teatro.
- Escuela Normal de Estudios Superiores del     Magisterio Potosino(ENESMAPO)
- Escuela Normal Particular Camilo Arriaga
- Escuela Normal Particular Minerva
- Instituto Potosino de Investigación Científica y     Tecnológica (IPICYT)
- Instituto Tecnológico de     San Luis Potosí
- Instituto     Tecnológico Superior de San Luis Potosí, Capital
- Instituto     Tecnológico y de Estudios Superiores de Monterrey, Campus San Luis Potosí (Ver sitio web) Archivado     el 24 de noviembre de 2009 en Wayback Machine.
- Universidad Autónoma de     San Luis Potosí
- Universidad Cuauhtémoc San     Luis Potosí
- Universidad de Estudios     Avanzados (UNEA)
- Universidad del Centro de México (UCEM)
- Universidad del Valle de México Campus San Luis     Potosí (UVM)
- Universidad IDEP
- Universidad Interamericana del Norte
- Universidad Interamericana para el Desarrollo     (UNID)
- Universidad     Intercultural de San Luis Potosí (UICSLP)
- Universidad José Vasconcelos (UJV)
- Universidad Marista Campus San Luis Potosí (UMA)
- Universidad Mesoamericana Plantel San Luis (UMA)
- Universidad Pedagógica Nacional
- Universidad Politécnica     de San Luis Potosí
- Universidad Potosina
- Universidad San Pablo
- Universidad Tangamanga
- Universidad TecMilenio Campus San Luis (UTM)[1]
- Universidad Tecnológica     de San Luis Potosí
- Universidad Tecnológica Metropolitana de San Luis     Potosí

## Relaciones internacionales

### Ciudades hermanadas
La ciudad de San Luis Potosí está hermanada con las siguientes ciudades alrededor del mundo
| - Oñate, España. - Pico Rivera, Estados Unidos; desde el 18 de julio de 1967. - Santander, España; desde el 13 de mayo de 1977. - Tulsa, Estados Unidos; desde 1980. - San Juan de las Abadesas, España; desde el 3 de junio de 1980. - Potosí, Bolivia; desde el 16 de noviembre de 1993. - Guadalupe, México; desde el 18 de junio de 1993. - Zacatecas, México; desde el 6 de mayo de 1993. - Ciudad Guzmán, México; desde el 10 de septiembre de 1994. - Antigua Guatemala, Guatemala; desde el 30 de mayo de 1994. - Azusa, Estados Unidos; desde el 30 de mayo de 1994. | - San Luis, Estados Unidos; desde el 8 de junio de 1999. - Aguascalientes, México; desde el 22 de mayo de 2003. - Pharr, Estados Unidos; desde el 22 de junio de 2003, reafirmado el 13 de octubre de 2008. - Guadalajara, México; desde el 9 de junio de 2006. - Idrija, Eslovenia; desde el 21 de noviembre de 2008. - Almadén, España; desde el 21 de noviembre de 2008. - Ciudad Victoria, México; desde 2010. - Bucaramanga, Colombia; desde 2000. - Manizales, Colombia; desde el 25 de abril de 2012. - McAllen, Estados Unidos; desde 2014. - Laredo, Estados Unidos; desde 2014. |

### Consulados
- Austria Consulado Honorario
- Canadá Consulado Honorario
- Corea del Sur Consulado Honorario
- Dinamarca Consulado Honorario
- España Consulado Honorario[34]
- Finlandia Consulado Honorario
- Francia Consulado Honorario
- Gambia Consulado Honorario
- Honduras Consulado General[35]